# Escòcia
|  | Per a altres significats, vegeu «Escòcia (desambiguació)». |

Escòcia (en scots i anglès: Scotland; en gaèlic escocès: Alba) és el més septentrional dels quatre països constituents del Regne Unit. Juntament amb Anglaterra i Gal·les, forma part de l'illa de la Gran Bretanya, i abasta un terç de la seva superfície total; a més, és format per més de 790 illes. Limita al nord i l'oest amb l'oceà Atlàntic; a l'est amb el mar del Nord, al sud amb Anglaterra i al sud-oest amb el canal del Nord i el mar d'Irlanda. El territori escocès abasta 78.772 km², i la seva població s'estima en 5.116.900 habitants, amb una densitat de població de 65 habitants per km². La capital n'és Edimburg, i és un dels grans centres financers europeus. La ciutat més gran n'és Glasgow, l'àrea metropolitana de la qual agrupa el 20% del total de la població escocesa.
El Regne d'Escòcia va ser un estat independent fins al 1707, data en la qual es va signar l'acta d'Unió amb el Regne d'Anglaterra, per crear el Regne Unit de la Gran Bretanya, però Escòcia ha estat en una unió personal amb Anglaterra i el Regne d'Irlanda des de la Unió de les Corones el 1603. La unió no va suposar cap alteració del sistema legal propi d'Escòcia, que des de llavors ha estat diferent del de Gal·les, Anglaterra i Irlanda del Nord, per la qual cosa és considerada en el dret internacional com una entitat jurídica pròpia. La pervivència d'unes lleis pròpies, i d'un sistema educatiu i religiós diferenciat formen part de la cultura escocesa i del seu desenvolupament al llarg dels segles.
Sorgit al segle xix, l'independentisme escocès ha guanyat influència d'ençà de la fi del segle xx; representat pel Partit Nacional Escocès, que treballa per la independència d'Escòcia; va obtenir la majoria absoluta al Parlament escocès a les eleccions del maig del 2011. El novembre del 2013, el Parlament del Regne Unit va votar celebrar un referèndum sobre la independència escocesa el setembre del 2014. L'opció guanyadora va ser el «no» a la independència.

## Origen etimològic
La Crònica anglosaxona del segle x és el document més antic en el qual apareix el terme Scotland, format a partir del terme llatí Scoti, d'origen dubtós, emprat com una referència als habitants d'Hibernia (l'actual Irlanda). La paraula Scotia, apareguda en llatí vulgar, es va emprar només per a referir-se a la zona d'Escòcia en què es parlava gaèlic; a més, aquest terme s'alternava amb Albania, procedent del terme gaèlic referent a Escòcia, Alba. L'ús del terme Scotland per a referir-se a tot el territori escocès només es va generalitzar a la baixa edat mitjana. En els temps moderns, el terme Scot s'aplica a tots els habitants d'Escòcia, independentment del seu origen ètnic, ja que la identitat escocesa és primordialment cívica i no ètnica o lingüística. El terme scot també s'empra per a referir-se a l'idioma, scots, parlat en algunes zones dels Lowlands o Terres Baixes Escoceses.

## Símbols nacionals

Bandera d'Escòcia

La bandera d'Escòcia, coneguda com a Saltire o «creu de sant Andreu», data, segons la llegenda, del segle ix, per la qual cosa, si això fos cert, seria un dels emblemes nacionals més antics encara en ús. Aquesta creu també va entrar a formar part de la bandera del Regne Unit o Union Jack el 1606. Hi ha molts altres símbols d'Escòcia, oficials o no, com, per exemple, el card (la flor nacional), la declaració d'Arbroath, el dibuix del tartà, relacionat amb els clans escocesos, o la bandera del «lleó rampant» que apareix a l'estendard reial d'Escòcia. El lema nacional és nemo me impune lacessit, que pot traduir-se com a 'ningú no em provoca impunement', i que al seu torn es relaciona amb el card.
La cançó Flower of Scotland és popularment considerada com a himne nacional d'Escòcia, competint amb Scotland the Brave. La primera és la que s'empra per a la majoria d'esdeveniments polítics i esportius, com per exemple els partits de la selecció de futbol d'Escòcia, mentre que la segona es fa servir per a representar Escòcia als jocs de la Commonwealth. Atès que no existeix un himne oficial, la disputa continua oberta, especialment després de la devolució de poders del 1998, i existeixen altres cançons candidates, com Scots Wha Hae, A Man's A Man for a'That o, més recentment, I'm Gonna Be (500 Miles).
La festa nacional d'Escòcia és el «dia de Sant Andreu», el 30 de novembre, encara que la Burns Night o la Nit de Burns, celebrada el 25 de gener en honor del poeta nacional, Robert Burns, té més seguiment. El «dia del Tartà» és una altra celebració d'invenció recent, i originària del Canadà. El 2007, el Parlament d'Escòcia va aprovar el decret oficial pel qual el dia de Sant Andreu passava a ser bank holiday, el dia de festa oficial.

## Història

### Història antiga

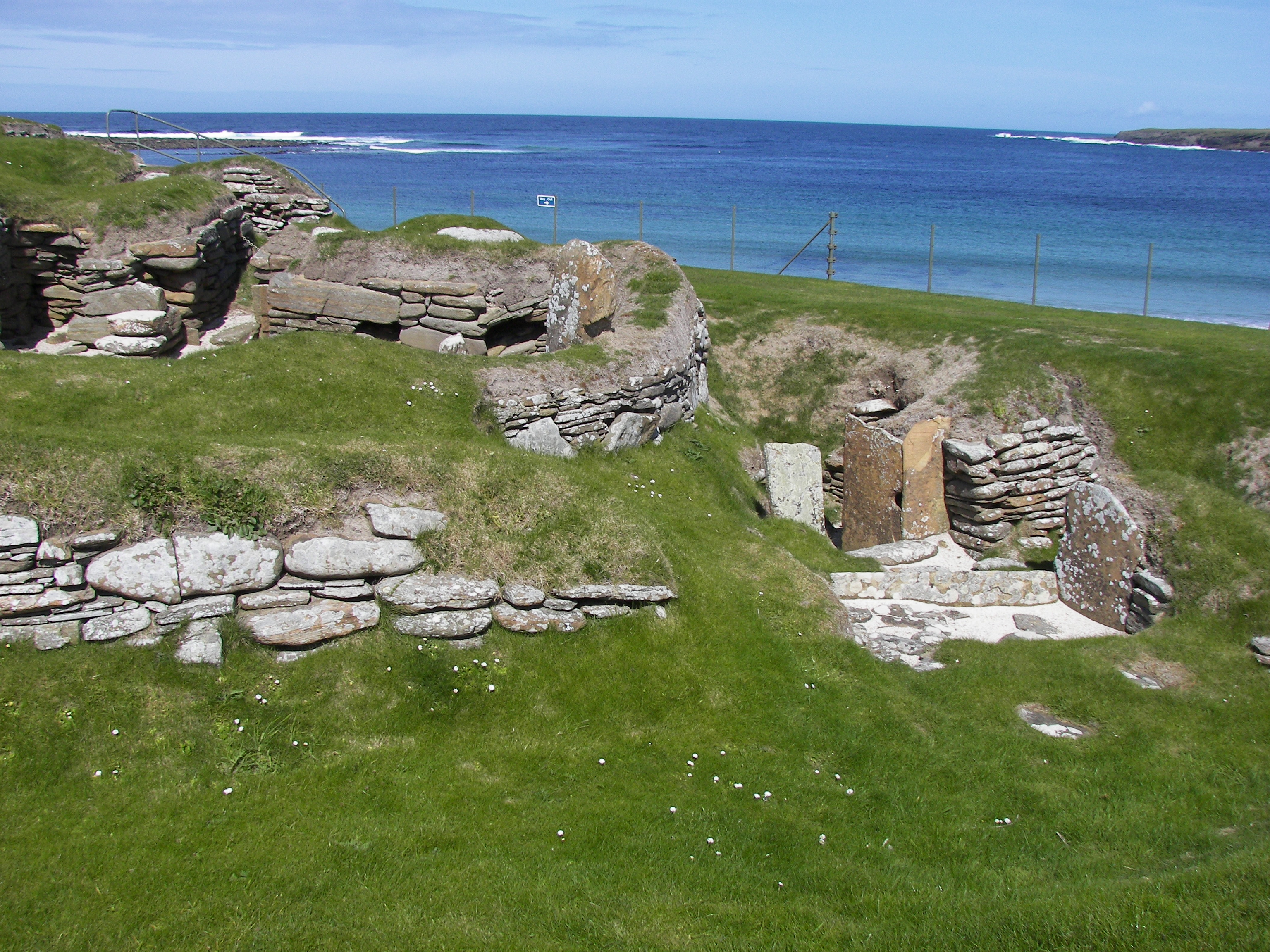
Restes d'un assentament neolític a Skara Brae, a les illes Òrcades

S'ignora si Escòcia va estar habitada durant el Paleolític, ja que les successives glaciacions que van cobrir el seu actual territori han destruït totes les proves d'assentaments humans anteriors al període Mesolític. Es creu que els primers grups de caçadors-recol·lectors van arribar-hi fa uns 11.000 anys, quan els gels de la primera glaciació van començar a retirar-se cap al nord. Els primers assentaments van aparèixer al territori escocès fa aproximadament 9.500 anys, i els primers pobles fa uns 6.000. D'aquest període data per exemple l'assentament de Skara Brae, a la més gran de les illes Òrcades, que es troba en molt bon estat de conservació, així com altres restes d'habitatges, soterraments i centres rituals del Neolític trobats sobretot a les illes escoceses. Aquesta abundància de construccions que han sobreviscut al pas del temps es pot deure a l'absència d'arbres a la zona, que va permetre als pobladors primitius crear construccions a la mateixa roca local.

### Romanització d'Escòcia
La història escrita d'Escòcia comença amb la romanització del centre-sud de la Gran Bretanya (les actuals Gal·les i Anglaterra, que formaven la província de la Britannia). Els romans van anomenar inicialment Caledònia («Terra de caledonis») Escòcia, per l'immens bosc de pins caledonis que s'estenia de nord a sud i d'est a oest per tota la zona. El principal poble assentat en aquella època a la regió escocesa era el dels pictes, anomenats així, aparentment, pel seu costum de pintar-se el cos. Els escots, per la seva banda, eren un poble d'origen irlandès, que es va establir a l'oest d'Escòcia. Durant aquest període existien, per tant, dos regnes diferenciats: el de l'oest d'Escòcia, Scotland, i el regne picte de l'est, Alba.
La romanització d'Escòcia va ser un llarg procés amb una multitud d'interrupcions: l'any 83 aC, el general Gneu Juli Agrícola va derrotar els caledonis en la batalla del mont Graupi, cosa que va permetre la construcció d'una cadena de fortificacions coneguda com a Gask Ridge, a prop de la falla de les Highlands (sense endinsar-se, pel que sembla, més al nord); poc després, no obstant això, els romans es van retirar als Southern Uplands («planes del sud»), és a dir, al terç més meridional d'Escòcia, i van començar la construcció del mur d'Adrià per controlar les tribus de la zona. Aquesta línia va marcar durant gairebé tot el període d'ocupació romana el límit septentrional de l'Imperi romà, malgrat la construcció, més al nord encara, del mur d'Antoní. Aquesta frontera només va poder ser defensada durant breus períodes, dels quals el més tardà va tenir lloc entre els anys 208 i 210, durant el mandat de l'emperador Septimi Sever. En general, l'ocupació d'aquestes zones d'Escòcia pels romans es va estendre durant no més de 40 anys, encara que la influència llatina en la part més meridional, sobretot entre les tribus d'origen bretó, va ser més duradora.

### Història medieval
El Regne dels pictes (amb seu a Fortriu cap al segle vi) va experimentar un important desenvolupament durant l'edat mitjana, potser com a resposta al mateix imperialisme romà. Una fita important en aquesta lluita per la supervivència i l'ampliació va ser la batalla de Dunnichen (685), en la qual els pictes van derrotar les tribus de Northumbria durant el regnat de Bridei III (671-693). El regnat d'Óengus I (732-761) va ser igualment un període de consolidació per al Regne picte. El Regne dels pictes ocupava en aquesta època, segons la descripció de Beda el Venerable, una extensió similar a la que després ocuparia el Regne dels escots durant el regnat d'Alexandre I (1107-1124).
L'any 839 dC, una gran flota nòrdica va envair a través del riu Tay i el riu Earn, tots dos altament navegables, i va arribar al cor del regne picte de Fortriu. Van derrotar a Eóganan mac Óengusa, rei dels pictes, al seu germà Bran, i al rei dels escocesos de Dál Riata, Áed mac Boanta, juntament amb molts membres de l'aristocràcia picta en la batalla de 839. El sofisticat regne que s'havia construït es va ensorrar, igual que el lideratge picte, que s'havia mantingut estable durant més d'un segle des de l'època d'Óengus mac Fergusa, i l'ascens de Cináed mac Ailpín com a rei tant dels pictes com dels escocesos es pot atribuir a les conseqüències d'aquest esdeveniment. La dominació dels pictes per una cultura d'origen gaèlic, que establí el mite de l'ascendència irlandesa de la dinastia reial de Cináed mac Ailpín (Kenneth MacAlpin o Kenneth I).
En els segles següents, partint des del seu territori originari a l'est d'Escòcia, al nord del fiord de Forth i al sud del riu Oykel, el Regne picte va aconseguir controlar les terres del nord i del sud. Cap a finals del segle xii, els reis d'Alba havien afegit al seu territori l'àrea angloparlant del sud-est d'Escòcia i dominaven també les zones de Galloway i Caithness; al final del segle xiii, aquest regne s'havia estès fins a aconseguir l'extensió aproximada de l'Escòcia actual.

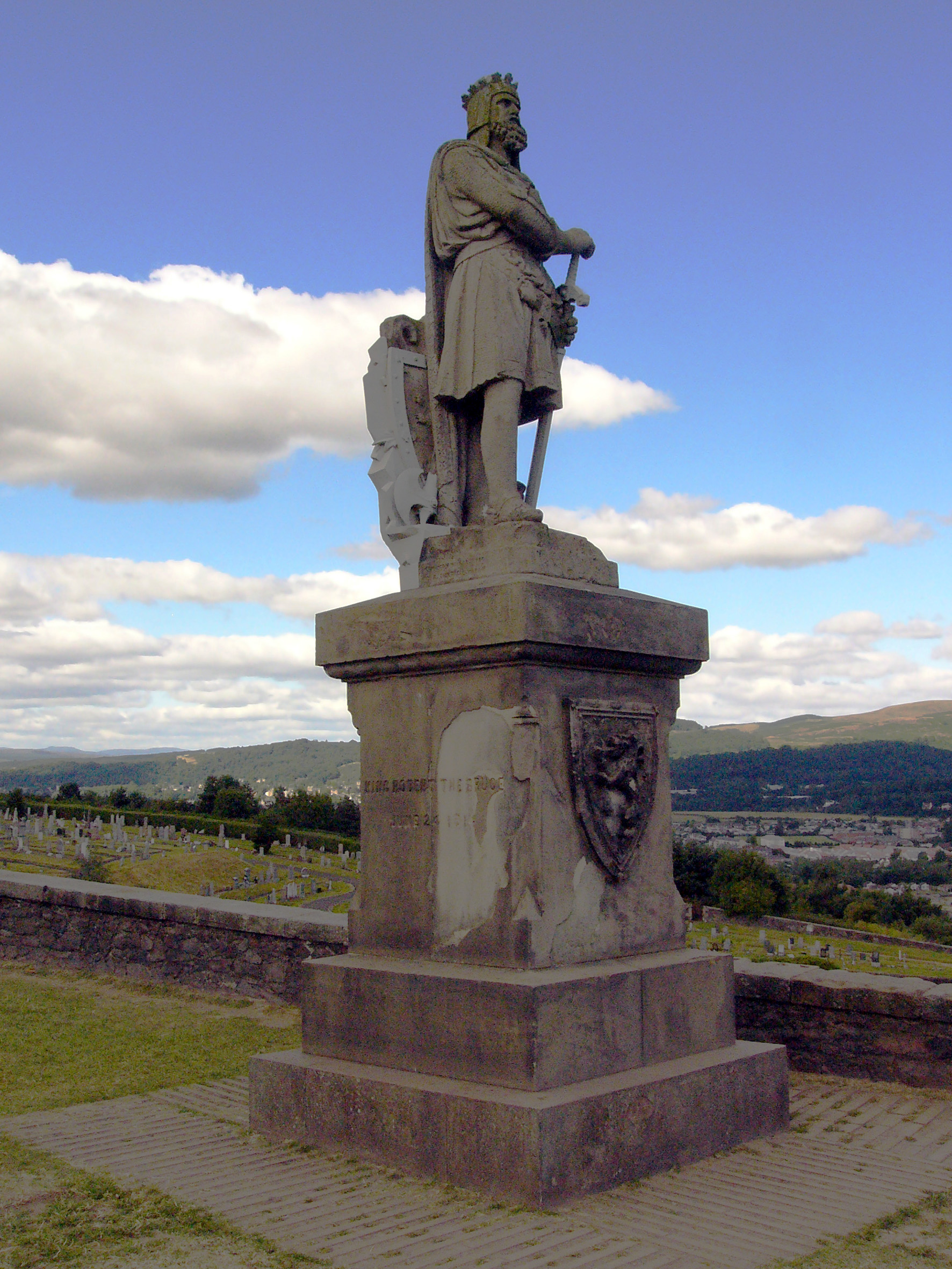
Estàtua de Robert Bruce a l'entrada del castell de Stirling

No obstant això, certs processos culturals i econòmics iniciats al segle xii van fer que durant la baixa edat mitjana Escòcia es transformés. El principal impuls per a aquesta transformació es va produir durant el regnat de David I d'Escòcia, que va iniciar el que es coneix com la revolució davidiana. Aquesta és l'època en què s'introdueix el feudalisme a Escòcia, es reorganitzen les formes de govern i es funden les primeres ciutats i pobles amb furs propis (els anomenats burghs). Aquestes institucions, així com la immigració de cavallers i de clergat francesos i anglofrancesos, van facilitar un procés d'«osmosi cultural», durant el qual els territoris meridionals i costaners del Regne d'Alba es van convertir en angloparlants, com ja ho eren moltes de les terres tot just conquerides al sud; la resta del regne, en canvi, va seguir conservant la llengua gaèlica.
La mort d'Alexandre III el 1286, seguida per la de la seva neta Margarida I, va trencar la línia successòria de la dinastia regnant. Això va portar a la intervenció d'Eduard I d'Anglaterra, que va posar al tron el seu protegit Joan de Balliol. Quan la seva relació es va deteriorar, es va produir un intent de conquesta pel Regne d'Anglaterra, que va ser rebutjat per William Wallace (Braveheart) en les guerres d'independència d'Escòcia. Per la seva banda, Robert Bruce, comte de Carrick, es va proclamar rei d'Escòcia amb el nom de Robert I d'Escòcia. La guerra amb Anglaterra va durar diverses dècades, i la guerra civil entre els partidaris de la dinastia de Robert Bruce (que assegurava ser descendent de David I) i els partidaris dels Balliol, recolzats per Anglaterra, va durar fins a inicis del segle xiv. Malgrat que la dinastia Bruce va ser-ne la vencedora, l'absència de descendents de David II va permetre al seu nebot, Robert II, ascendir al tron i situar-hi la Dinastia Stuart.

### Història moderna

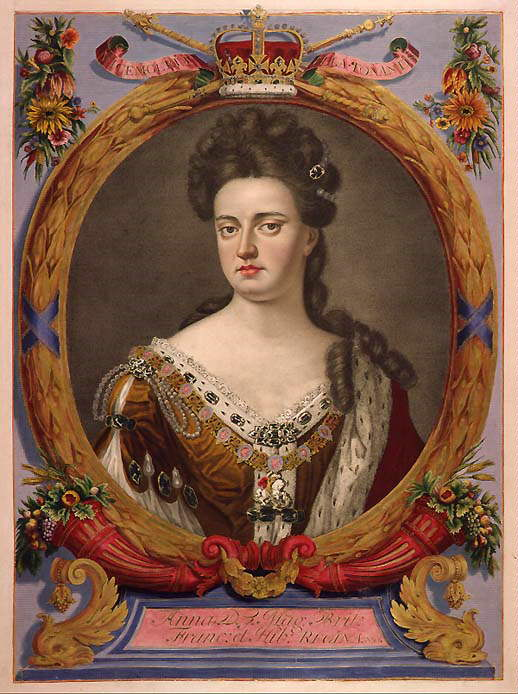
Retrat de la reina Anna d'Anglaterra, que es convertiria en Anna de la Gran Bretanya després de la signatura de l'acta d'Unió

L'edat moderna es va obrir a la història escocesa amb el Rough Wooing o «seguici violent» (1544-1551), una sèrie d'ofensives militars intermitents mitjançant les quals Anglaterra pretenia forçar un casament entre Maria I Estuard i Eduard VI d'Anglaterra, objectiu que finalment no va aconseguir. A més, el segle xvi és el segle de la Reforma protestant, encapçalada a Escòcia per figures com John Knox i recolzada des d'Anglaterra.
El 1603, Jaume VI d'Escòcia va heretar el tron d'Anglaterra i es va convertir en Jaume I d'Anglaterra. No obstant això, amb l'excepció d'un breu període conegut com «el Protectorat», Escòcia va continuar sent un estat independent, encara que sacsejat per constants enfrontaments entre la corona i els Covenanters, sobre la forma de govern de l'Església. Després de la Revolució gloriosa i el derrocament del catòlic Jaume VII d'Escòcia per Guillem III d'Anglaterra i la seva esposa Maria II (1688), Escòcia va amenaçar de triar un rei protestant diferent del d'Anglaterra. El 1707, no obstant això, després de les amenaces angleses de tancar el comerç amb Escòcia, es va signar l'acta d'Unió, que certificava la creació del Regne de la Gran Bretanya.
Malgrat aquesta unificació dels dos regnes, els defensors de la Dinastia Stuart, coneguts com a jacobites, continuaven tenint influència a les Terres altes d'Escòcia i a la zona nord-est del país, especialment entre els no presbiterians. Tanmateix, els aixecaments jacobites produïts el 1715 i 1745 no van aconseguir apartar del tron britànic la casa de Hannover. Aquests aixecaments van servir a més com a excusa per al desplaçament massiu dels habitants de les Highlands, en el que es coneix com a Highland Clearances.
Després de la Il·lustració i la Revolució industrial, Escòcia es va transformar en un dels centres comercials, intel·lectuals i culturals d'Europa. Glasgow i Edimburg, sobretot, es van desenvolupar ràpidament a finals del segle xviii, i durant el segle xix el sorgiment de la indústria pesant a les riberes del riu Clyde va transformar Glasgow en la «segona ciutat de l'Imperi britànic» després de Londres.
La situació va empitjorar després de la Primera Guerra Mundial, en la qual va morir un gran nombre d'escocesos, provinents sobretot de les Highlands, però especialment després de la Segona Guerra Mundial, després de la qual la situació econòmica d'Escòcia va empitjorar ràpidament, amb la desaparició d'un gran nombre d'indústries que ja no eren competitives en el mercat internacional. Només en les últimes dècades del segle xx el país va aconseguir una petita recuperació econòmica i cultural, gràcies al sorgiment de nous serveis financers i del sector electrònic (en el que es coneix com a Silicon Glen), així com als beneficis del petroli i del gas del mar del Nord.

### Recuperació del Parlament i referèndum d'independència de 2014
El 1998 el govern del Regne Unit va concedir més nivells de sobirania a Escòcia, restablint el Parlament Escocès i retornant a Edimburg, simbòlicament, la pedra del destí (stone of destiny). El Govern Escocès presidit per Alex Salmond proposà oficialment el 10 de gener de 2012 la celebració d'un referèndum d'independència per a Escòcia que se celebraria el 18 de setembre de 2014, en què l'opció guanyadora va ser el «no» a la independència.

## Política

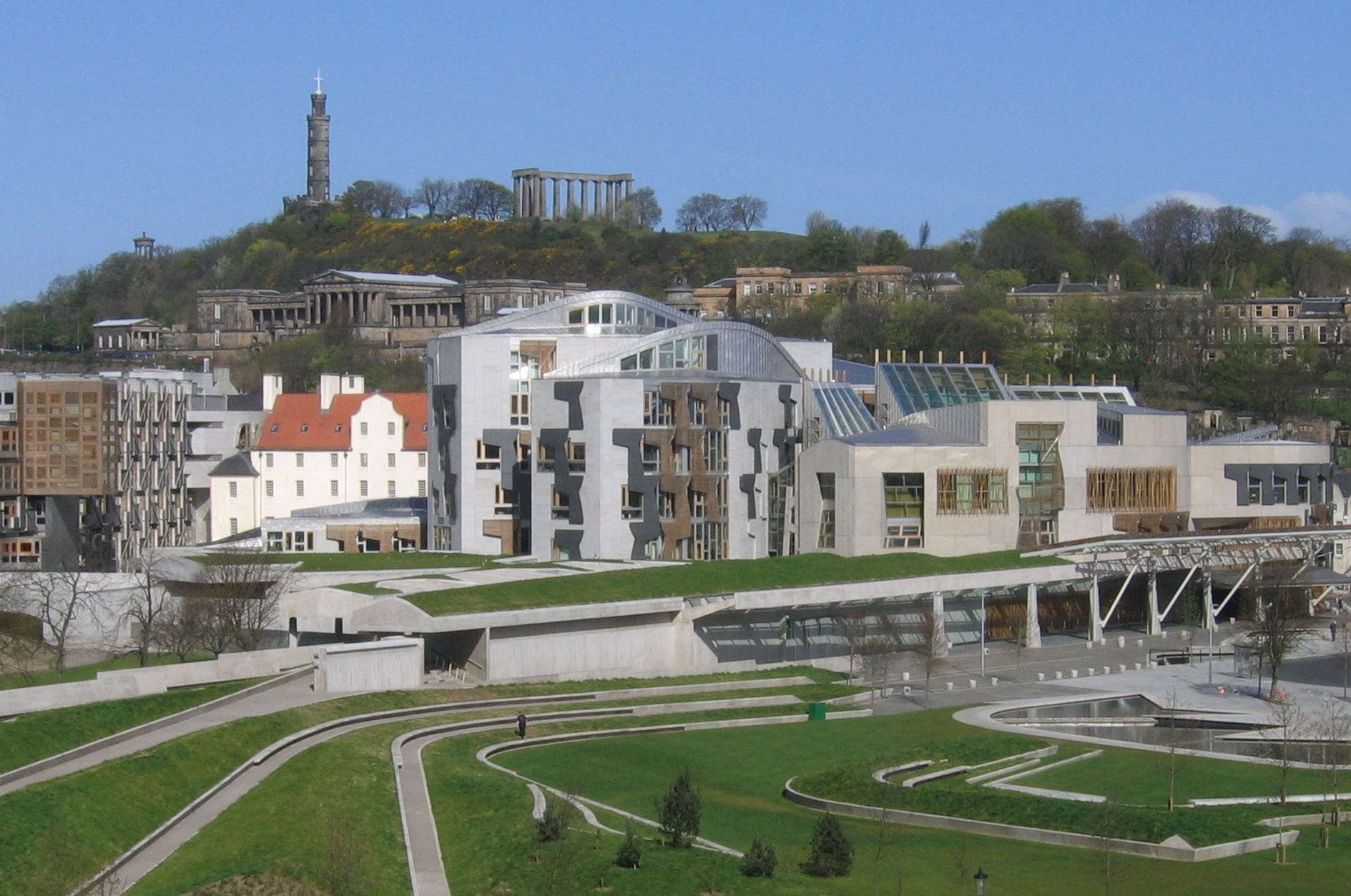
Vista exterior del nou Parlament escocès

Atès que Escòcia és un dels països constituents del Regne Unit, el cap d'estat escocès és el monarca britànic, el rei Carles III del Regne Unit des de la seva coronació el 2022. Anteriorment, durant el regnat d'Elisabet II del Regne Unit, a Escòcia, com a la resta del Regne Unit i Reialmes de la Commonwealth, la reina utilitzava el títol de «Queen Elizabeth II» («reina Elisabet II») en comptes de «Elizabeth», tot i que mai hi ha hagut una reina «Elisabet I d'Escòcia». Això és degut al fet que els monarques del Regne Unit han utilitzat el més alt ordinal disponible des de 1707. El 1953, el cas de la cort MacCormick v Lord Advocate, contestant l'estil «Elizabeth II» a Escòcia, va decidir que els nombres formaven part de la prerrogativa reial. Aquell any, el primer ministre, Winston Churchill, va suggerir que els monarques futurs continuessin utilitzant el ordinal més alt.
Constitucionalment, el Regne Unit és un estat unitari amb un parlament i un govern sobirans. Després de la devolució de poders aprovada en referèndum el 1997, Escòcia gaudeix d'un autogovern limitat: el Parlament britànic continua conservant la capacitat de reformar, canviar, ampliar o abolir el sistema de govern escocès a voluntat, per la qual cosa pot considerar-se que el Parlament escocès no és realment sobirà. Escòcia té, a més, representació en la Cambra dels Comuns del Regne Unit, amb 59 representants triats en funció dels districtes electorals escocesos. La Scotland Office o «Oficina d'Escòcia», dirigida pel secretari d'estat d'Escòcia, és el departament del govern britànic dedicat a tractar els assumptes relacionats amb Escòcia. Des del 2015, el càrrec de secretari d'estat per a Escòcia l'ocupa David Mundell.
El poder executiu del Regne Unit recau en el que jurídicament es denomina King-in-Council («El rei i els seus consellers»), mentre que el poder legislatiu el té el King-in-Parliament («El rei i el parlament»). En la pràctica política, el poder executiu l'ocupa el govern del Regne Unit, amb el primer ministre al capdavant, i el legislatiu, el Parlament del Regne Unit. Sota el règim de la devolució de poders, certes àrees del legislatiu i l'executiu han estat transferides al govern d'Escòcia, i al Parlament d'Escòcia, al barri de Holyrood (Edimburg). El Parlament del Regne Unit, per la seva banda, manté el poder sobre els impostos, seguretat social, exèrcit, relacions internacionals, mitjans de comunicació i altres àrees explícitament indicades en la Scotland Act 1998 com a «matèries reservades».

Repartiment d'escons al Parlament escocès després de les eleccions de 2011.
SNP
Laboristes
Liberal Demòcrates
Conservadors
Partit Verd Escocès
Independentistes

El Parlament escocès té autoritat legislativa per a totes aquelles àrees relacionades amb Escòcia, fins i tot per a variar lleugerament els impostos. També pot remetre assumptes relacionats amb les competències retornades al Parlament britànic, per a ser considerades en el conjunt de la legislació del Regne Unit. En determinats assumptes, la legislació escocesa ha optat per solucions diferents de les adoptades en el conjunt de l'estat: per exemple, l'educació universitària i la cura de la gent gran són gratuïtes per als escocesos, mentre que a la resta de Regne Unit s'han de pagar unes taxes pels mateixos serveis. Escòcia va ser també el primer país del Regne Unit a prohibir el tabac en espais públics.
El Parlament escocès és unicameral, i està compost per 129 membres, 73 dels quals representen un districte electoral o constituency, i són triats pel sistema d'escrutini uninominal majoritari, els restants 56 membres són triats en només vuit districtes electorals, mitjançant el sistema de representació proporcional; els càrrecs electes tenen una durada de quatre anys. Després de l'elecció del parlament, aquest proposa un dels seus membres per ser nomenat primer ministre d'Escòcia (First Minister of Scotland o Prìomh Mhinistear na h-Alba) pel rei. La resta dels ministres també són proposats pel parlament i aprovats pel rei, i formen, juntament amb el primer ministre, el govern d'Escòcia, és a dir, el poder executiu escocès.
En les eleccions al Parlament escocès de 2007, el Partit Nacional Escocès va obtenir la majoria simple. El líder del partit, Alex Salmond, va ser triat com a First Minister d'un govern en minoria el 6 de maig de 2007 amb suport dels 2 diputats «verds». Malgrat la victòria dels nacionalistes, els tres grans partits lleials a la union van obtenir conjuntament el 65% dels vots i 79 escons al Parlament d'Edimburg: el Partit Laborista, dirigit per Wendy Alexander; el Partit Conservador Escocès, encapçalat per Annabelle Goldie i el Partit Liberal-demòcrata de Nicol Stephen. El Partit Verd Escocès, codirigit per Robin Harper, va obtenir 2 escons. Margo MacDonald és, a més, l'única independent en haver obtingut un seient com a membre del parlament escocès. En les eleccions al Parlament escocès de 2011, el Partit Nacional Escocès va obtenir la majoria absoluta. El líder del partit, Alex Salmond, va ser triat com a First Minister d'un govern el 18 de maig de 2011. Com la victòria dels nacionalistes, els tres grans partits lleials a la union van obtenir conjuntament 59 escons al Parlament d'Edimburg: el Partit Laborista, dirigit per Iain Gray; el Partit Conservador Escocès, encapçalat per Annabelle Goldie i el Partit Liberal-demòcrata de Tavish Scott.
El Partit Verd Escocès, codirigit per Patrick Harvie i Eleanor Scott, va obtenir 2 escons. Margo MacDonald és, a més, l'única independent que ha repetit un escó com a membre del Parlament Escocès.
En les eleccions al parlament Escocès de 2016, el Partit Nacional Escocès va perdre la majoria absoluta i va obtenir la majoria simple. La dirigent del partit, Nicola Sturgeon, va ser triada com a primira ministra d'un govern minoritari el 17 de maig de 2016. Com la victòria dels nacionalistes, els tres grans partits lleials a la union van obtenir conjuntament 60 escons al parlament d'Edimburg: el Partit Laborista, dirigit per Kezia Dugdale; el Partit Conservador Escocès, encapçalat per Ruth Davidson i el Partit Liberal-demòcrata de Willie Rennie. El Partit Verd Escocès, codirigit per Patrick Harvie i Maggie Chapman, va obtenir 6 escons.

## Divisió administrativa

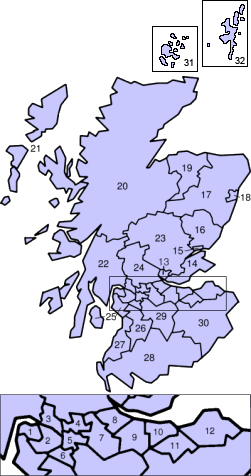
Mapa d'Escòcia amb les 32 regions actuals

Les divisions històriques d'Escòcia són molt variades, i inclouen els comtats, ducats, burghs (ciutats independents amb representació al Parlament d'Escòcia) i parròquies. El 1975, es va posar en funcionament una divisió en regions i districtes que, no obstant això, va ser abolida el 1996. Des de llavors, a efectes administratius, Escòcia està dividida en 32 council areas o «consells», administrats per una autoritat unitària responsable de tots els serveis locals. Els Community councils («consells comunitaris»), per la seva banda, són organitzacions informals que representen determinades subdivisions dins del consell.
Existeixen altres subdivisions diferents d'Escòcia per a diferents finalitats. Així, per exemple, els sistemes de bombers i de policia encara es basen en la divisió en regions introduïda el 1975. Per al sistema sanitari, per als districtes postals així com per a altres organitzacions governamentals i no governamentals, es mantenen subdivisions geogràfiques diverses de llarga tradició. L'estatus de «ciutat» al Regne Unit ve determinat per una carta patent. Hi ha sis ciutats a Escòcia: Aberdeen, Dundee, Edimburg, Glasgow i, més recentment, Inverness i Stirling.
| Council areas o «consells» d'Escòcia: \| 1. Inverclyde 2. Renfrewshire 3. West Dunbartonshire 4. East Dunbartonshire 5. Glasgow 6. East Renfrewshire 7. North Lanarkshire 8. Falkirk \| 1. West Lothian 2. Edimburg 3. Midlothian 4. East Lothian 5. Clackmannanshire 6. Fife 7. Dundee 8. Angus \| 1. Aberdeenshire 2. Aberdeen 3. Moray 4. Highland 5. Hèbrides Exteriors 6. Argyll and Bute 7. Perth and Kinross 8. Stirling \| 1. North Ayrshire 2. East Ayrshire 3. South Ayrshire 4. Dumfries and Galloway 5. South Lanarkshire 6. Scottish Borders 7. Orkney 8. Shetland \| | | | |
| 1. Inverclyde 2. Renfrewshire 3. West Dunbartonshire 4. East Dunbartonshire 5. Glasgow 6. East Renfrewshire 7. North Lanarkshire 8. Falkirk | 1. West Lothian 2. Edimburg 3. Midlothian 4. East Lothian 5. Clackmannanshire 6. Fife 7. Dundee 8. Angus | 1. Aberdeenshire 2. Aberdeen 3. Moray 4. Highland 5. Hèbrides Exteriors 6. Argyll and Bute 7. Perth and Kinross 8. Stirling | 1. North Ayrshire 2. East Ayrshire 3. South Ayrshire 4. Dumfries and Galloway 5. South Lanarkshire 6. Scottish Borders 7. Orkney 8. Shetland |

## Dret

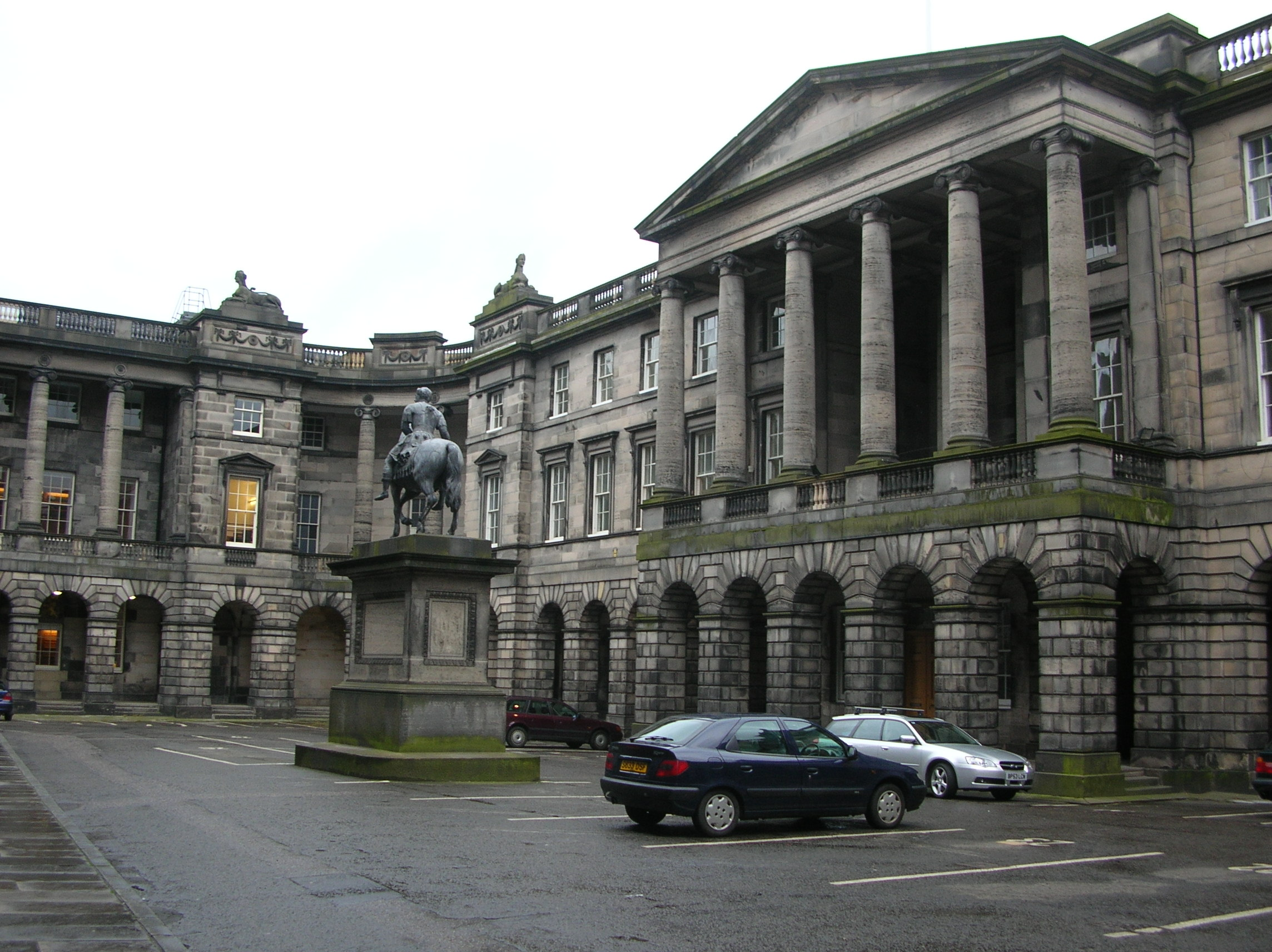
L'antic Parlament d'Escòcia, que alberga el Tribunal Suprem d'Escòcia

Les lleis escoceses es basen en el dret romà, combinant elements tant del dret civil (que pot rastrejar-se fins al Corpus Iuris Civilis llatí), i del dret anglosaxó, amb origen a l'edat mitjana. El tractat d'unió amb Anglaterra de 1707 garantia la continuïtat de dos sistemes legals diferents a Escòcia, Anglaterra i Gal·les. Abans del 1611, existia una gran diversitat de lleis regionals a Escòcia, entre les quals destacava la «llei Udal», vigent a les illes Òrcades i a les illes Shetland, i que derivava de l'antic sistema legal noruec. Altres sistemes legals derivaven, en canvi, de lleis celtes o de les lleis de Brehon, i van continuar vigents fins al segle xix. El dret escocès té, per altra banda, una peculiaritat que el fa únic, en incloure un tercer veredicte possible a més d'«innocent» o «culpable», el de «no provat».
La llei escocesa estableix tres tipus de tribunals responsables d'administrar justícia: tribunals civils, criminals i heràldics. El màxim àmbit d'administració de justícia civil és el Court of session, tot i que poden realitzar-se apel·lacions civils a la Cambra dels Lords del Regne Unit. El High Court o Justiciary, per altra banda, és el màxim tribunal penal. Tots dos estan situats al Parliament House, antiga ubicació del Parlament d'Escòcia. La principal instància civil i penal, això no obstant, són els sheriff court: n'hi ha 49 d'actius. Els tribunals de districtes van ser creats el 1975 per a ofenses menors. Finalment, la Court of de Lord Lyon regula el dret heràldic.

## Geografia i història natural

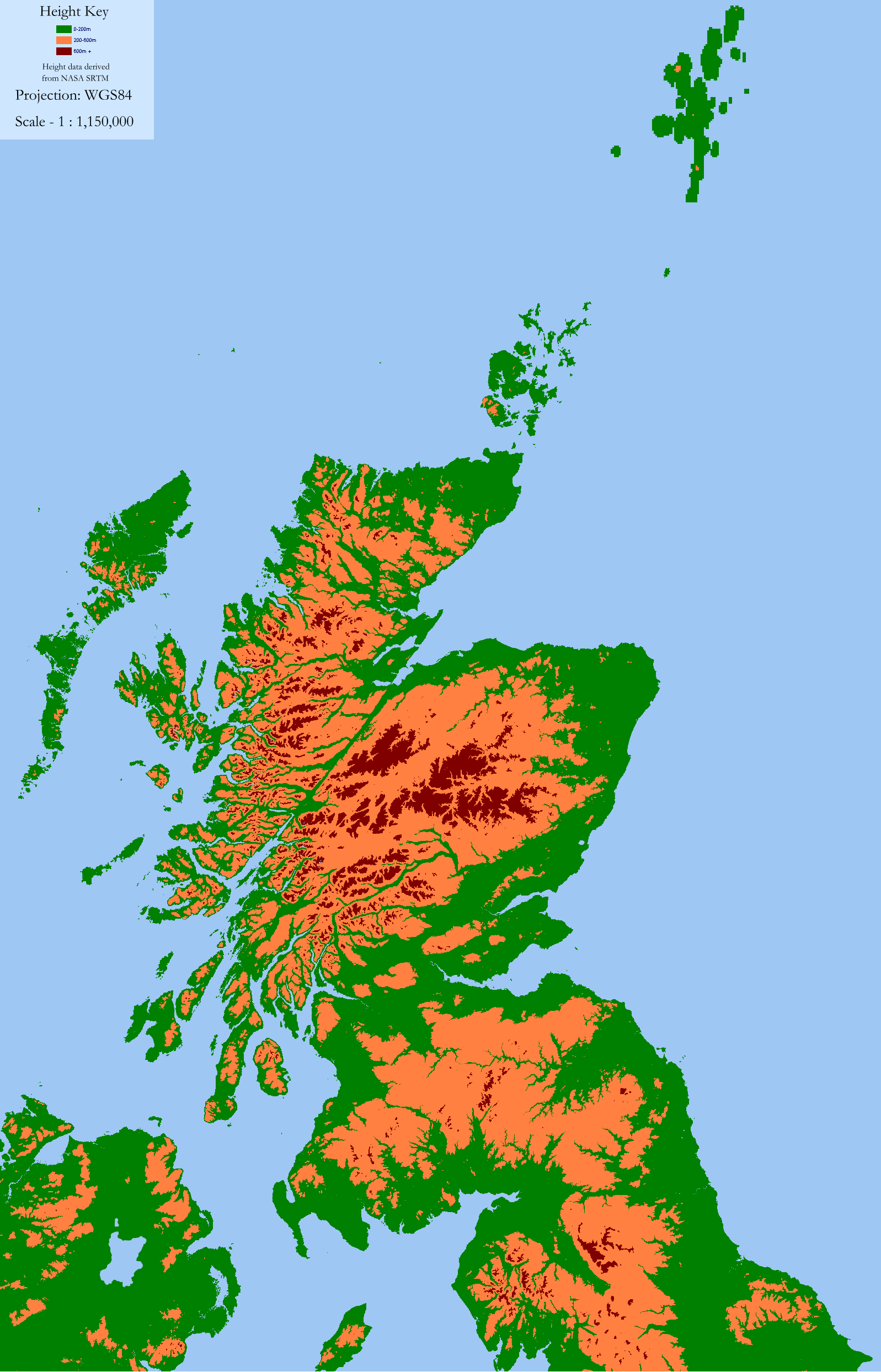
Mapa de l'orografia d'Escòcia

Escòcia ocupa aproximadament el terç superior de l'illa de Gran Bretanya, al nord-oest del continent europeu. En total, el seu territori abasta 78.772 km². L'única frontera d'Escòcia en terra ferma és la que la uneix pel sud amb Anglaterra, i que fa al voltant de 96 km, entre el Tweed a la costa est i el fiord de Solway a l'oest.
L'oceà Atlàntic envolta el nord i oest d'Escòcia, mentre que a l'est es troba el mar del Nord. Irlanda es troba a 30 km des de la península de Kintyre, mentre que Noruega queda a 400 km al nord-est, les illes Fèroe a 310 km, i Islàndia a 798 km al nord-oest. El centre geogràfic d'Escòcia, tradicionalment, se situa a pocs quilòmetres de Newtonmore, a Badenoch, al nord de les zones més poblades, encara que hi ha diverses opinions sobre això, depenent de la manera emprada per a les mesures, o de si es prenen en consideració o no les illes escoceses.
L'extensió territorial actual d'Escòcia és molt similar a l'establerta al tractat de York de 1237 entre Anglaterra i Escòcia, i en el tractat de Perth de 1266 entre Escòcia i Noruega. Hi ha algunes excepcions: l'illa de Man, que abans era territori escocès, és ara una dependència de la corona britànica; les illes Òrcades i Shetland eren possessions de Noruega fins que les va traspassar a Escòcia al segle xv; mentre que Rockall, un petit illot rocós de l'Atlàntic, va ser annexionat al Regne Unit primer i a Escòcia després per l'acta de l'illa de Rockall de 1972. No obstant això, la legalitat d'aquesta annexió ha estat posada en dubte per Irlanda, Dinamarca i Islàndia, i probablement no té efectes en el dret internacional.

### Geologia i geomorfologia

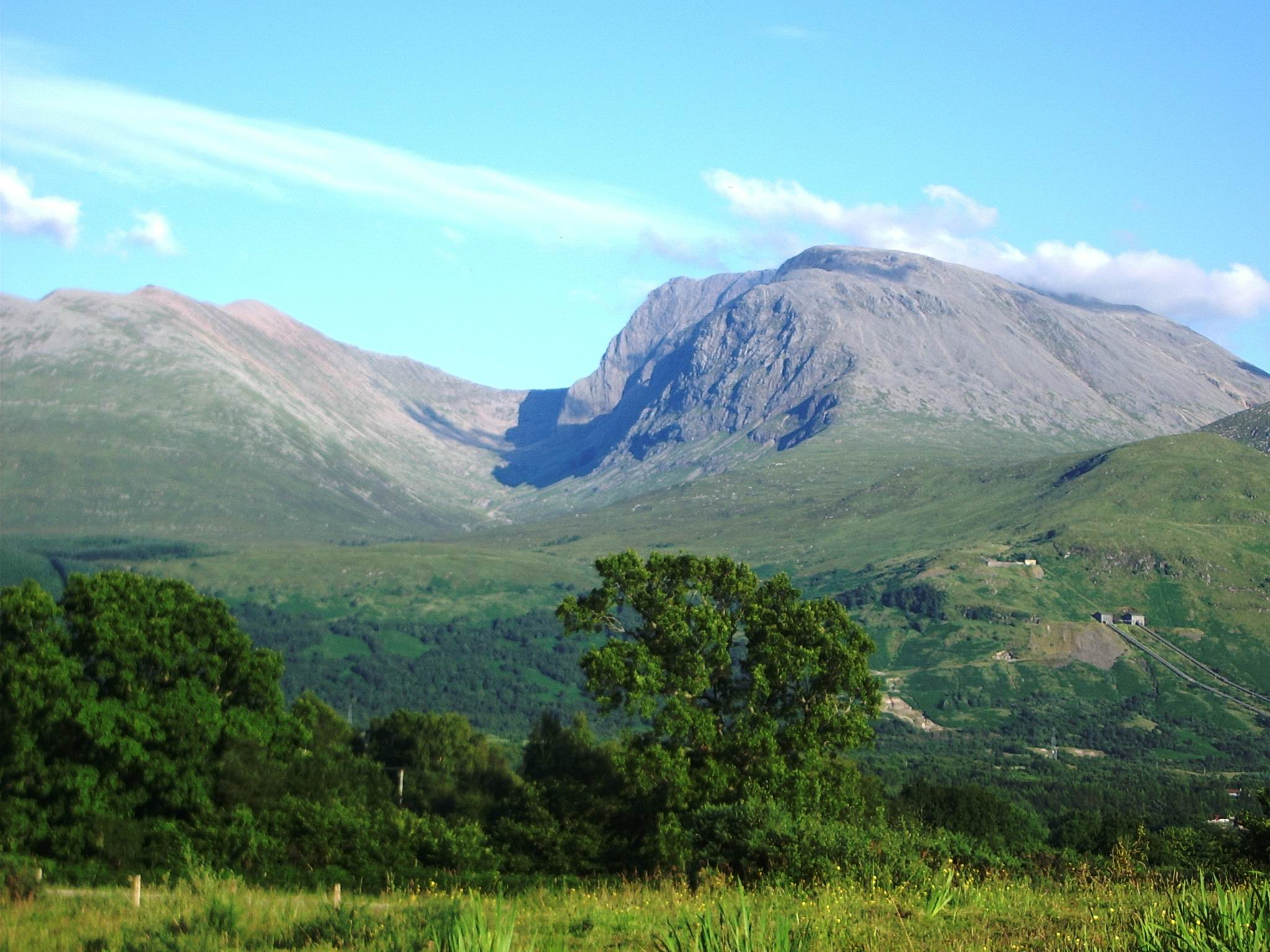
Ben Nevis, el punt més alt de les illes Britàniques

Tot el territori escocès estava cobert pel gel durant les glaciacions del Plistocè, cosa que té importants conseqüències en el seu paisatge. Des del punt de vista geològic, Escòcia està subdividida en tres zones: les Highlands i les illes, les Central Lowlands, i les Southern uplands.
Les Highlands (Terres Altes) i les illes se situen al nord-oest de la falla de les Highlands, que va des de l'illa d'Arran fins a Stonehaven. Aquesta part d'Escòcia està composta fonamentalment per roques antigues procedents dels períodes Cambrià i Precambrià, que van ser elevades durant la posterior orogènia caledoniana. Aquesta base rocosa està creuada per múltiples intrusions ígnies d'èpoques més recents, els vestigis de les quals han format massissos muntanyosos com els Cairngorm o els Cuillin, a Skye. Una excepció significativa d'això la constitueixen els estrats de gres coneguts com a Old Red Sandstone, en què s'han trobat fòssils, sobretot al voltant del fiord de Moray. Les Highlands són generalment muntanyoses i estan dividides pel Great Glen o Gran Vall. Les elevacions més altes de les illes Britàniques es troben en aquesta zona, inclòs el Ben Nevis, el pic més alt, amb una altitud de 1.344 metres. Escòcia consta de més de 790 illes, dividides en quatre grups principals: Shetland, Òrcades, i Hèbrides, les quals al seu torn es divideixen en Hèbrides interiors i Hèbrides exteriors. A més, a les Highlands hi ha nombroses fonts d'aigua dolça, incloent-hi el llac Ness o el Lock Laomainn. Algunes parts de la costa estan formades per marxa, un tipus de terreny consistent en dunes cobertes de pastura.

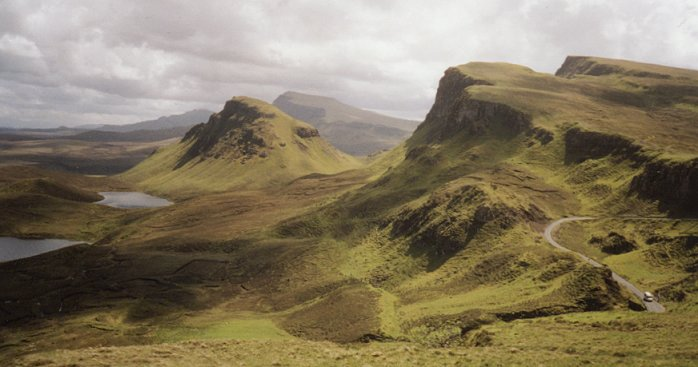
Vista panoràmica a l'illa d'Skye

El terreny conegut com a Central Lowlands o també Central Belt és una fossa tectònica composta fonamentalment per formacions del Paleozoic. Alguns dels estrats sedimentaris d'aquesta zona han resultat de gran importància econòmica, ja que hi ha jaciments de carbó i ferro en què es va basar la Revolució industrial escocesa. Aquesta àrea ha experimentat una intensa activitat volcànica, com demostra Arthur's Seat, un cim proper a Edimburg, que és la resta d'un con volcànic més elevat que va estar actiu durant el període Carbonífer fa uns 300 milions d'anys. Coneguda també com a Midland Valley, aquesta àrea és relativament plana, encara que hi ha abundants turons com Ochil Hills o Campsie Fells.
Les planes meridionals o Lowlands estan compostes per una sèrie de turons d'uns 200 quilòmetres de longitud, alternats amb amples valls. Es troba al sud d'una segona falla que va des de Stranraer fins a Dunbar.
Aquesta zona està composta fonamentalment per dipòsits del Silurià, fa 400 o 500 milions d'anys.
Les falles, valls o glens que creuen Escòcia d'est a oest alberguen sovint llacs i lochs, com ara el llac Ness, que se situa al Gran Glen, o el Lock Laomainn (el llac d'aigua dolça del Regne Unit), a la falla de les Highlands. A més, Escòcia també està travessada per rius que flueixen cap a l'oceà Atlàntic o cap al mar del Nord, i que sovint donen lloc a fiords en la desembocadura, com ara el fiord de Clyde, el de Forth o el de Tay. Els rius més llargs d'Escòcia són el riu Tay (193 km), el Spey (172 km), el Clyde (171 km) i el Tweed (156 km).

### Clima

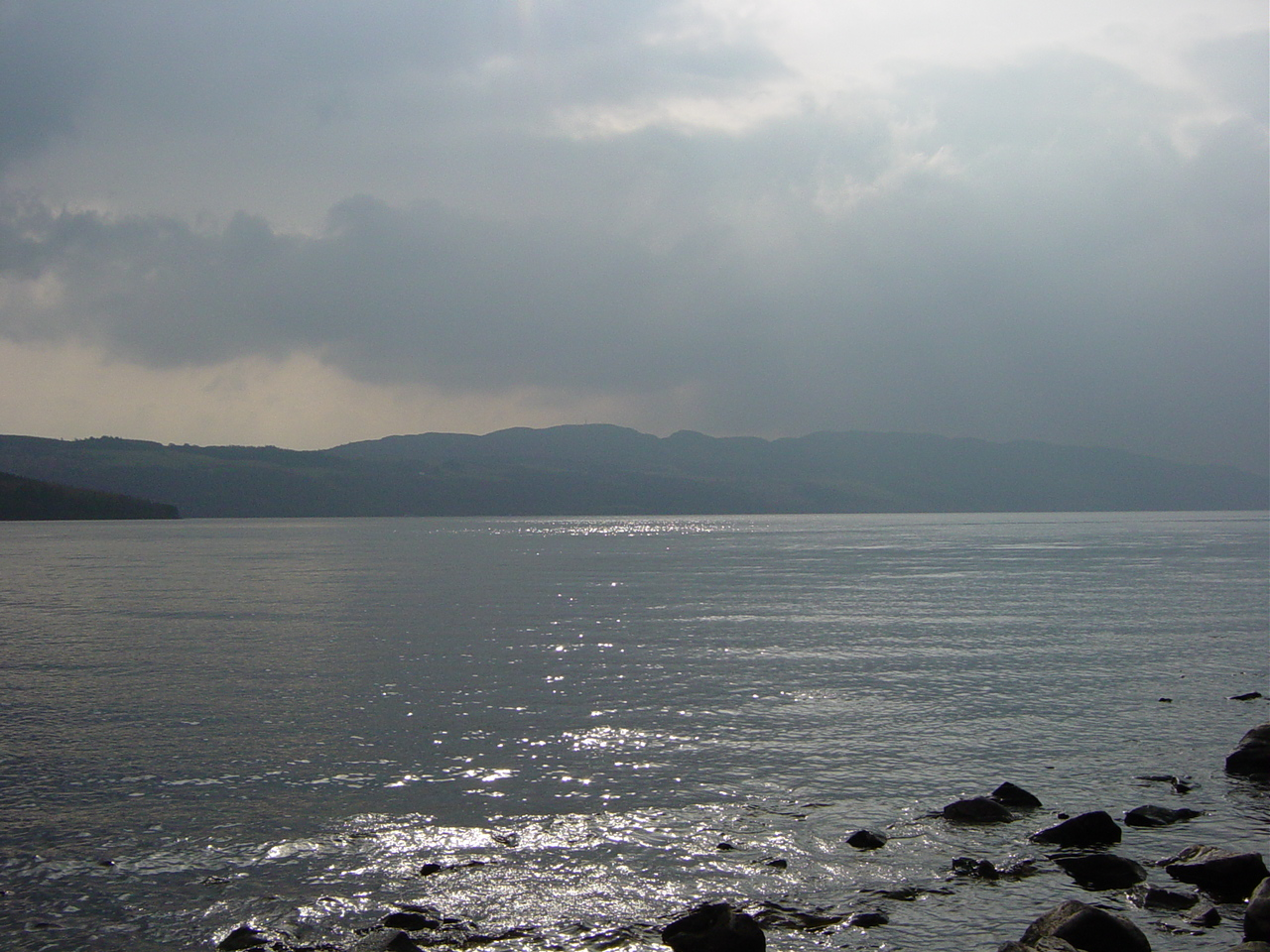
Vista del llac Ness cobert de núvols

El clima d'Escòcia és temperat i oceànic, i tendeix a ser molt variable. Està temperat pel corrent del Golf provinent de l'oceà Atlàntic, i per això té hiverns molt més suaus (encara que també estius més temperats i humits) que altres àrees de latitud similar, com Oslo o Moscou. No obstant això, les temperatures són generalment més baixes que a la resta del Regne Unit: la temperatura històrica més baixa registrada al país són els -27,2 °C registrats a Braemar, als Grampians, l'11 de febrer de 1895 i el 10 de gener de 1982, així com a Altnaharra, a les Highlands, el 30 de desembre de 1995. Les màximes a l'hivern ronden els 6 °C a les Terres Baixes, i les màximes a l'estiu amitjanen 18 °C. La temperatura més alta registrada va arribar als 32,9 °C a Greycrook, als Scottish Borders, un 9 d'agost de 2003.
En general, l'oest d'Escòcia és generalment més càlid que l'est, a causa de la influència dels corrents marins, i a les temperatures més baixes del mar del Nord. Tiree, a les Hèbrides interiors, és un dels llocs més assolellats del país: va tenir 300 dies de sol el 1975. Les precipitacions varien enormement segons la zona d'Escòcia. L'oest de les Highlands és la zona més plujosa, amb més de 3.000 mil·límetres anuals. En canvi, gran part d'Escòcia rep menys de 800 mm. Les nevades no són habituals als Lowlands, però sí en zones de major altitud. Braemar experimenta una mitjana de 59 dies de neu a l'any, mentre que les zones de la costa tenen una mitjana de menys de 10 dies.

### Fauna i flora

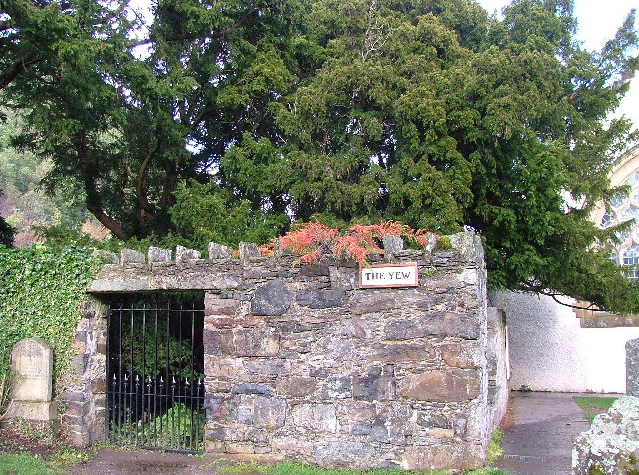
El teix de Fortingall, considerat l'ésser viu més antic d'Europa

La fauna i flora d'Escòcia és la típica del nord-oest d'Europa, encara que diversos grans mamífers, com l'os bru, el llop, el linx, el castor, el ren o la morsa van ser-hi caçats fins a l'extinció en època històrica. Hi ha encara importants poblacions de foques i zones de nidificació d'aus marines, com el mascarell comú. L'àguila reial és gairebé un símbol nacional, juntament amb l'àguila de cua blanca, l'àguila peixatera o el milà reial, que han estat recentment reintroduïts a Escòcia després d'haver estat perseguits fins a l'extinció.
Una població de sits blancs estiueja als cims muntanyosos d'Escòcia, en els quals durant l'hivern també s'hi poden observar perdius, llebres i erminis. Encara es conserven alguns boscos de pins en què habita el Loxia scotica, l'única au endèmica de Gran Bretanya; el mateix hàbitat també és propici per al gall fer i el gall lira, el gat salvatge, l'esquirol vermell i la marta.
Com a curiositat, cal esmentar també la llegenda contemporània, relacionada amb la criptozoologia i la pseudociència (i alimentada com a reclam turístic per les autoritats locals), del monstre del llac Ness.
La flora del país és molt variada, amb abundància d'arbres caducifolis i coníferes i espècies pròpies de l'erm i la tundra. No obstant això, la plantació comercial a gran escala d'espècies no nadiues de coníferes, i la utilització dels erms septentrionals per a la cria de bestiar i la caça de cérvols i galls salvatges, han tingut un important impacte en la distribució de les espècies autòctones de plantes i animals. Un arbre situat a Perthshire, el teix de Fortingall, un exemplar de teix de potser més de 5.000 anys d'antiguitat, és probablement l'ésser viu més vell d'Europa. La flor nacional és el card, que apareix a l'escut del Regne Unit i que també pot relacionar-se simbòlicament amb el lema d'Escòcia, Nemo me impune lacessit.

## Cultura

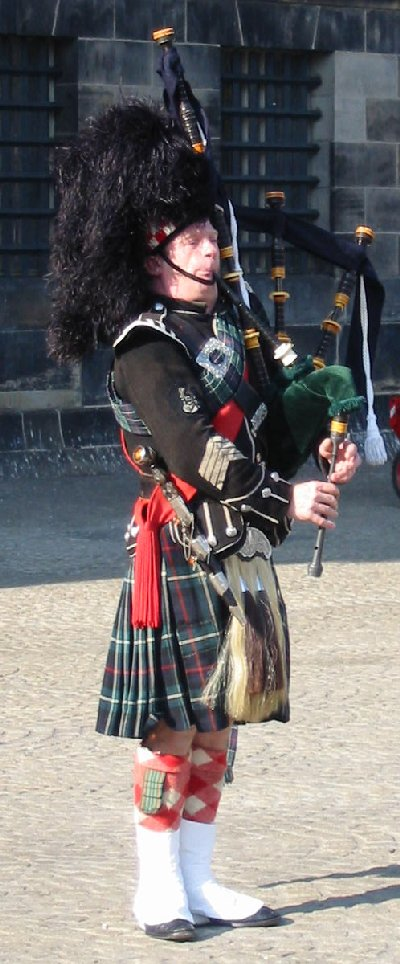
Un gaiter tocant la gaita de les Highlands

Al llarg dels segles, la cultura d'Escòcia s'ha modelat amb l'amalgama de diferents elements. Hi ha una important activitat artística, tant musical com dramàtica i literària, influïda poderosament per fonts tradicionals escoceses, encara que també oberta a influències externes, especialment europees. La música ocupa un lloc important en la cultura escocesa. L'instrument tradicional escocès més destacable és la gaita, en particular la gaita de les Highlands, un instrument de vent consistent en un o més tubs sonors alimentats per una reserva d'aire continguda en una bossa. El clàrsach o arpa celta, els violins i l'acordió també són instruments tradicionals escocesos, especialment els dos últims, que formen part d'una típica banda per a danses tradicionals escoceses. Els emigrants escocesos van emportar-se moltes d'aquestes formes tradicionals de música, que van influir en els països d'acollida, per exemple en la música country nord-americana. En el panorama musical modern, hi ha moltes bandes i artistes originaris d'Escòcia, com ara Belle & Sebastian, Primal Scream, Travis o Snow Patrol.
La literatura escocesa inclou els textos escrits a Escòcia, en anglès, gaèlic escocès, scots, francès o llatí. El considerat «poeta nacional», Robert Burns, va escriure tant en scots com en anglès, encara que gran part de la seva obra està escrita en una versió simplificada de l'escocès accessible per a un públic més ampli. Altres escriptors escocesos de renom internacional són sir Walter Scott i sir Arthur Conan Doyle, les obres dels quals van tenir una repercussió internacional a finals del segle xix. Sir James Matthew Barrie, autor de Peter Pan, va ser el creador del moviment conegut com a escola de Kailyard, també a finals del segle xix, que va tornar a posar de moda la fantasia i el folklore en la literatura. Aquesta tradició literària ha estat considerada per alguns crítics com un fre a l'evolució de la literatura escocesa, ja que se centrava en una imatge pastoral i idíl·lica d'Escòcia. Alguns novel·listes moderns, com Irvine Welsh (autor de Trainspotting), han optat per reflectir les realitats més crues de la vida contemporània a les ciutats escoceses, utilitzant l'anglès d'Escòcia.
La televisió nacional n'és la BBC Scotland (BBC Alba en gaèlic), que forma part de la British Broadcasting Corporation, el canal públic del Regne Unit. A més de dos canals de televisió, la BBC també té canals nacionals de ràdio: BBC Radio Scotland i BBC Radio nan Gaidheal, entre d'altres. Les principals televisions privades a Escòcia són la STV i Border Television. També hi ha diaris específics de l'àmbit escocès, com el Daily Record, The Herald (publicat a Glasgow) o The Scotsman. Entre els diaris de difusió local o regional destaquen The Courier, publicat per la zona de Dundee i l'est d'Escòcia, i el Press and Journal, per la zona d'Aberdeen i el nord.
La peça de roba tradicional escocesa és el kilt, la «faldilla escocesa» (terme que ofèn els escocesos). El kilt sol estar fet de llana, amb un disseny de tartà que, tradicionalment, s'associa a un determinat clan escocès. Cada escocès rep un kilt a molt primerenca edat, i l'utilitzen en ocasions especials, com casaments, bateigs, comunions… El kilt s'enrotlla al voltant de la cintura, i cobreix la part inferior fins a l'altura dels genolls, a més, atès que no té butxaques, pot complementar-se amb una mena de sarró petit ornamentat anomenat sporran. En contra de la creença popular que sota el kilt no ha de vestir-se roba interior, el cert és que no hi ha cap norma establerta sobre això.

### Llengües
Les llengües parlades en l'actualitat o en el passat a Escòcia es divideixen en dues famílies: llengües celtes i llengües germàniques. L'única llengua celta que encara es conserva a Escòcia és el gaèlic escocès, parlat en algunes zones de les Highlands i en les illes Hèbrides (zones conegudes com a Gàidhealtachd), però que anteriorment es parlava en zones molt més àmplies, com testimonia la toponímia. Una variant del gaèlic es parlava també a la zona sud-oest d'Escòcia, al voltant de Galloway, i també a Annandale i Strathnith, però ha desaparegut. Ambdues llengües provenen del gaèlic antic, descendent al seu torn del gaèlic primitiu. Segons el cens d'Escòcia de 2001, aproximadament un 1% de la població total són parlants de gaèlic escocès.
A més, a l'Escòcia actual es parlen dues llengües germàniques: l'scots i l'anglès d'Escòcia. L'scots (en anglès, Scots o Lowland Scots) es parla al sud d'Escòcia, a la zona coneguda amb el nom de Lowlands. Prové d'una variant septentrional de l'anomenat anglès mitjà coneguda com a escocès antic. Segons el cens de 2001, aproximadament un 30% de la població es considerava parlant fluid de scots. L'anglès d'Escòcia, per la seva banda, és el dialecte estàndard de l'anglès parlat a Escòcia. S'hi poden trobar influències de l'escocès i del gaèlic escocès. La variant més septentrional és un dialecte diferenciat, l'anglès de les Highlands, més influït encara pel gaèlic escocès.

### Religió

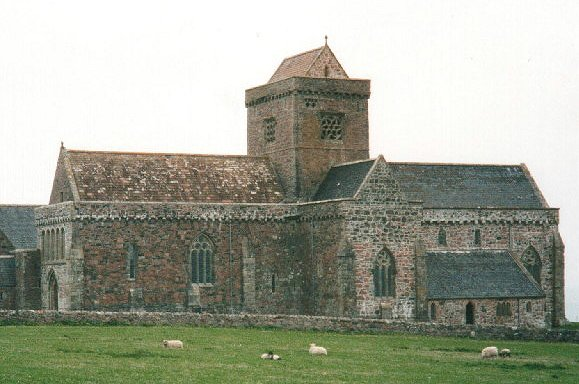
L'abadia de Iona, considerada com el bressol del cristianisme escocès

Des de la Reforma protestant d'Escòcia l'any 1560, l'Església d'Escòcia, també coneguda com The Kirk, va esdevenir l'Església nacional d'Escòcia. És una Església protestant i calvinista amb un sistema d'organització presbiterià, i gaudeix d'independència de l'estat. Al voltant del 12% dels habitants d'Escòcia eren membres de l'Església d'Escòcia el 2005, mentre que el 2001 un 40% s'hi declarava afiliat. L'Església opera amb una estructura de parròquies locals, de manera que cada comunitat escocesa té la seva pròpia congregació. Escòcia també té una important població catòlica, especialment a l'oest. Després de la Reforma protestant, el catolicisme va sobreviure a la zona de les Highlands i en algunes illes com Uist i Barra, i es va enfortir durant el segle xix gràcies a la immigració d'Irlanda. Altres denominacions religioses cristianes a Escòcia inclouen l'Església lliure d'Escòcia i l'Església episcopaliana d'Escòcia.
L'islam és la religió no cristiana més important d'Escòcia, amb aproximadament 50.000 fidels (menys d'un 1% del total). També hi ha congregacions de judaisme, hinduisme i sikhisme, especialment a Glasgow. El monestir de Kagyu Samye Ling, prop d'Eskdalemuir, inaugurat l'any 1967, conté el temple budista d'Europa occidental. En el cens del 2001, el 28% de la població va dir que no professava cap religió.

### Educació

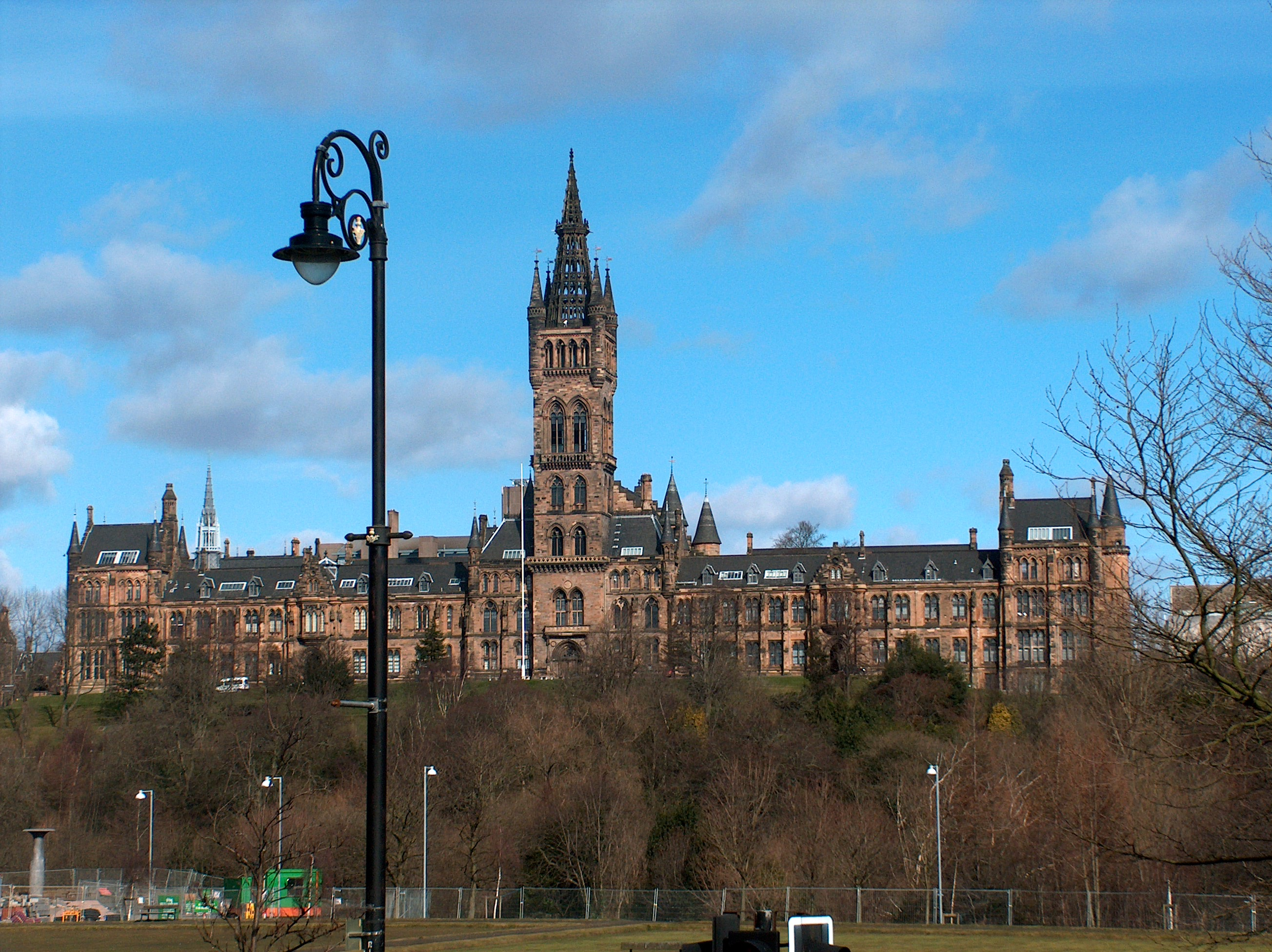
Vista de la Universitat de Glasgow

El sistema educatiu escocès sempre ha estat diferent del de la resta del Regne Unit, amb un èmfasi característic en l'educació general. Escòcia va ser, després d'Esparta, el primer lloc a dissenyar un sistema d'educació pública general. L'escolarització es va fer obligatòria per primera vegada amb l'acta d'Educació de 1496, i el 1561, l'Església d'Escòcia va dissenyar un programa per a la reforma espiritual, que incloïa la creació d'una escola en cada parròquia. L'educació va continuar sent un assumpte més de l'Església que de l'estat fins a l'acta d'Educació de 1872.
Els nens i nenes de 3 i 4 anys tenen dret a Escòcia a una llar d'infants gratuïta, amb un «marc curricular per a nens i nenes de 3–5 anys». L'educació primària formal comença aproximadament als 5 anys i en dura set (P1–P7), el «Pla 5–14» estableix el marc curricular corresponent per a aquesta etapa. Actualment, els nens i nenes escocesos han de realitzar un examen als 15 o 16 anys, després del qual poden triar continuar a l'escola i estudiar per als exàmens d'accés, intermedis, superiors o avançats. Un petit nombre d'estudiants d'escoles privades pot seguir el sistema educatiu anglès en comptes de l'escocès.
Hi ha 14 universitats a Escòcia, algunes de les quals es troben entre les més antigues del món. El país produeix l'1% de les publicacions científiques del món amb només el 0,1% de la població, i les institucions d'educació superior són responsables del 9% de les exportacions del sector de serveis d'Escòcia.

### Esport

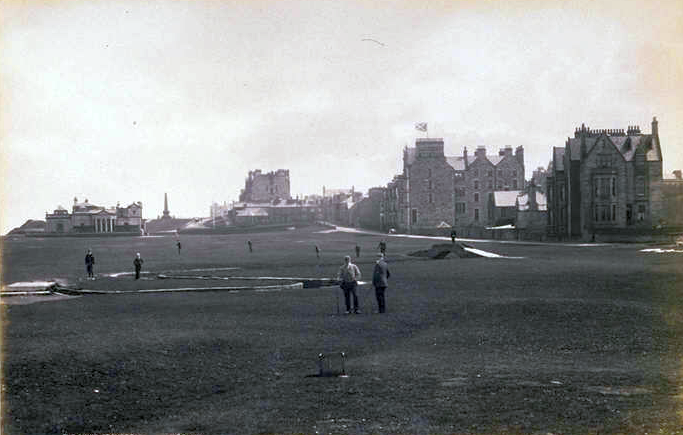
LOld Course de St. Andrews el 1891

L'esport també juga un important paper en la cultura escocesa, ja que el país organitza els seus campionats nacionals de diverses varietats esportives, a més de tenir representació independent de la resta del Regne Unit en esdeveniments com el Mundial de Futbol, la Mundial de Rugbi o els Jocs de la Commonwealth (encara que no als Jocs Olímpics, en què el Regne Unit participa com un únic equip). A més, Escòcia té els seus propis organismes esportius, com ara l'Associació Escocesa de Futbol (la segona associació nacional de futbol més antiga del món) o la Unió Escocesa de Rugbi.
L'esport més popular a Escòcia és el futbol. Algunes varietats de futbol s'han practicat a Escòcia des de fa diversos segles: la referència més antiga data de 1424. El futbol és l'esport nacional d'Escòcia, i de fet la Copa d'Escòcia és el trofeu nacional de futbol més antic del món. Els equips de futbol més importants d'Escòcia són el Celtic Football Club i el Rangers Football Club, tots dos de Glasgow: el Celtic, que juga a l'estadi Celtic Park, es va proclamar campió de la Copa d'Europa l'any 1967, mentre que el Rangers, que juga a l'Ibrox Stadium, ho va ser de la Recopa d'Europa de 1972. La seva rivalitat va més enllà del fet merament esportiu, ja que el Celtic de Glasgow és l'equip dels catòlics d'Escòcia, mentre que el Glasgow Rangers ho és dels protestants. Tots dos equips juguen a la lliga escocesa de futbol, fundada el 1891 i en què competeixen dotze equips. L'Ibrox Stadium, el camp del Rangers, i el Hampden Park, l'estadi on en general juga els seus partits de local la selecció escocesa de futbol, són estadis de 5 estrelles segons els criteris de la UEFA.
St. Andrews, al comtat de Fife, és internacionalment conegut com el «bressol del golf» i per a molts golfistes, l'Old Course de St. Andrews també és considerat com el camp de golf més antic del món, i és gairebé un lloc de peregrinació. Hi ha molts altres camps de golf famosos a Escòcia, incloent-hi els de Carnoustie, Gleneagles, Muirfield o Royal Troon.
El rugbi és també molt popular a Escòcia: la selecció de rugbi d'Escòcia (que disputa els partits com a local a l'estadi de Murrayfield) participa en el Torneig de les Sis Nacions des de la seva fundació, i l'ha guanyat en solitari en 14 ocasions, el Grand Slam en 3 ocasions, 39 la Calcutta Cup i en 10 la Triple Corona.
Altres elements distintius de l'esport escocès són els Highland games (literalment «jocs de les Highland»), així com alguns esports celtes, com el curling o el shinty.

### Gastronomia i productes típics
La gastronomia d'Escòcia comparteix moltes de les característiques de la cuina anglesa, però amb alguns trets i aliments propis, derivats de vegades de la seva història i de les influències foranes. En general, la cuina escocesa es caracteritza per la simplicitat, utilitzant els productes naturals autòctons (lactis, carn, peix, fruites i verdures) i renunciant a les espècies herbàcies.

#### Plats

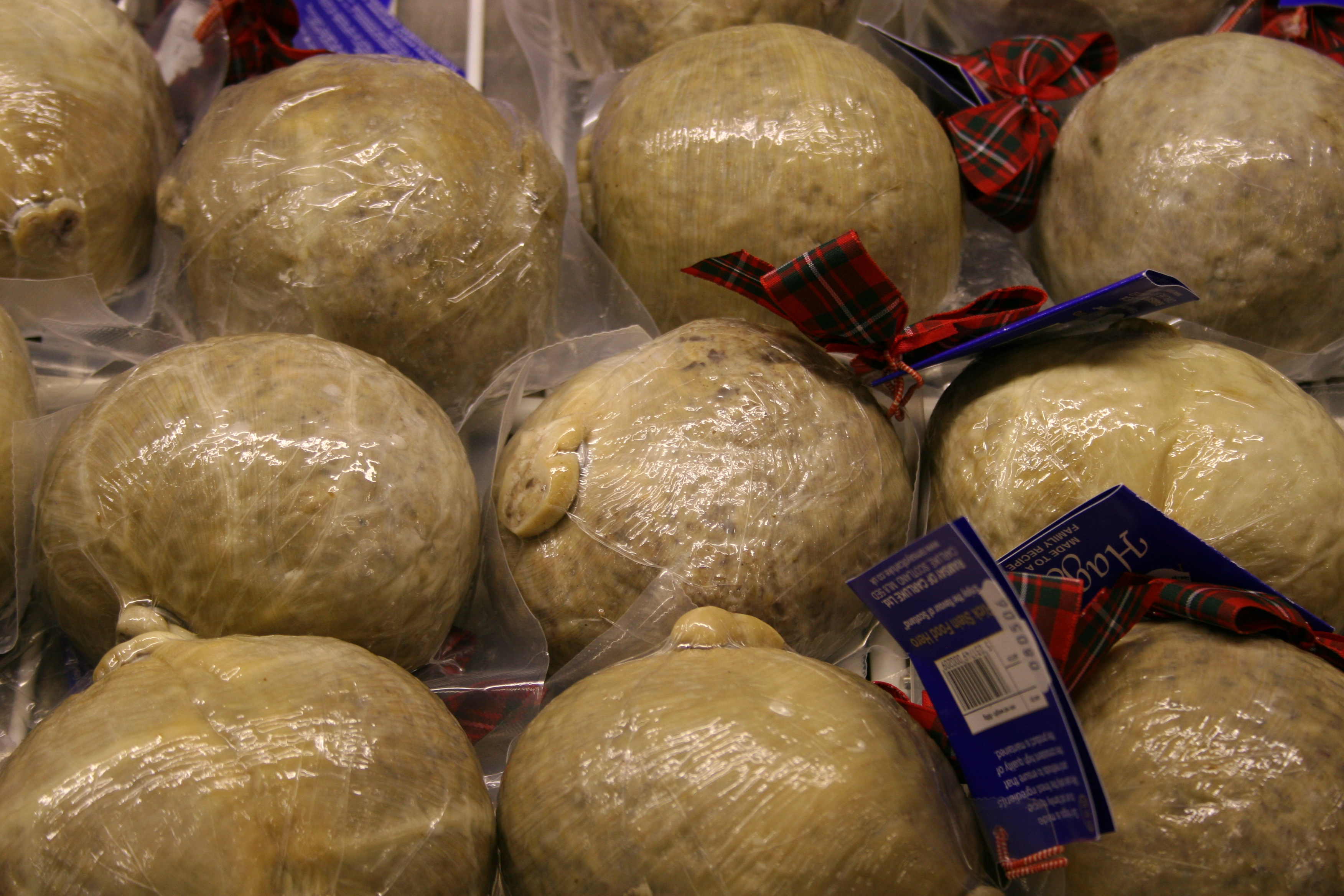
Haggis envasats al buit, llestos per a cuinar

Alguns dels plats tradicionals escocesos són el scotch broth o «brou escocès», fet amb ordi, carn i verdures, el porridge o farinetes de civada, o els pastissos de carn, especialment l'scotch pie, farcit de carn de xai. Alguns d'aquests plats, com el porridge o els oatcakes (pastissos de civada), poden tenir l'origen en el caràcter nòmada dels escocesos originaris, que portaven sempre una bossa de civada per poder menjar. També el haggis, considerat el «plat nacional escocès», va poder sorgir originàriament en transportar carn en un budell de porc o xai. El haggis és com una botifarra, encara que amb carn de xai o fins i tot de cérvol, i es menja tradicionalment durant el sopar de Burns, el 25 de gener.
En els primers anys del segle xxi, la cuina escocesa ha tingut un cert «renaixement»: el 2006, nou dels seus restaurants tenien alguna estrella de la Guia Michelin, i abunden els restaurants que combinen els elements tradicionals amb les innovacions de la cuina contemporània. A més, totes les principals ciutats escoceses alberguen restaurants de cuina internacional, com per exemple la xinesa, italiana, mexicana, o índia.

#### Begudes
La beguda internacionalment més reconeguda d'Escòcia és el whisky, fins al punt que als Estats Units se l'anomena simplement scotch, i a Anglaterra el terme whisky implica el seu origen escocès, llevat que s'indiqui el contrari. L'origen del whisky a Escòcia sembla remuntar-se al segle iv o v, quan els monjos del continent van descobrir la destil·lació. Durant segles, la producció de whisky escocès es va mantenir estable, però la seva explosió definitiva es va produir durant el segle xix, quan se'n van desenvolupar noves maneres de producció, i aprofitant la plaga de fil·loxera que va assolar les vinyes franceses, espanyoles i catalanes el 1880.
També la cervesa és una beguda popular entre els escocesos: les ales d'Escòcia es caracteritzen pel seu color fosc i el seu sabor de malt. Algunes de les marques de cervesa més conegudes d'Escòcia són Belhaven, Tennents o Caledonian, encara que hi ha moltes altres ales de distribució local o regional.
Entre les begudes no alcohòliques, la més característica d'Escòcia és Irn-Bru, refresc que competeix en popularitat amb la Coca-Cola.

## Demografia

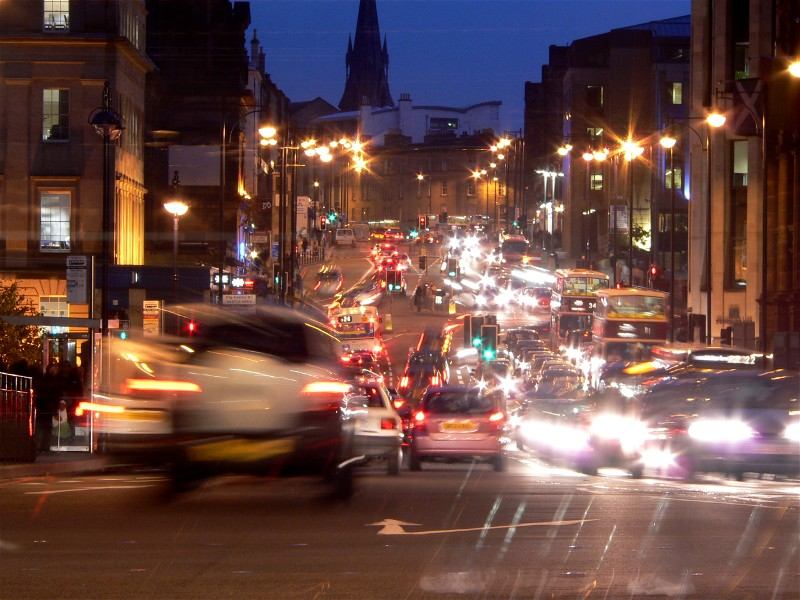
Lothian Road, a Edimburg, a la nit

La població d'Escòcia segons el cens de 2001 era de 5.062.011 habitants, que s'han elevat a uns 5.116.900, segons estimacions de juny de 2006. Això convertiria Escòcia en el 112è país més poblat, si fos un estat sobirà. La capital, Edimburg, té una població d'uns 600.000 habitants, bona part d'ells estudiants. No obstant això, la ciutat més poblada d'Escòcia és Glasgow, situada a la costa occidental, amb gairebé 800.000 habitants i una àrea metropolitana de prop de 2.000.000. Històricament, Glasgow ha constituït el motor econòmic de la regió, a part de ser el principal centre acadèmic: la seva Universitat, fundada a mitjans del segle xv, és de les més antigues del món anglosaxó El desenvolupament social, cultural i econòmic de Glasgow durant el segle xix i principis del xx la va portar a ser considerada «la segona ciutat de l'Imperi britànic».
A la zona central d'Escòcia, coneguda com a Central Belt, hi ha la gran majoria dels pobles i ciutats principals: Glasgow a l'oest, i Edimburg, Aberdeen i Dundee a l'est. En canvi, les Highlands estan escassament poblades, encara que la ciutat d'Inverness ha crescut ràpidament en els darrers anys. De les moltes illes que integren el territori escocès, només les més grans i les més accessibles (unes 90) estan habitades. Per la seva banda, els altiplans meridionals o Southern Uplands, són essencialment rurals i hi predomina l'agricultura. A causa dels problemes de Glasgow i Edimburg per albergar la seva població, entre 1947 i 1966 es van crear cinc ciutats satèl·lit planificades: East Kilbride, Glenrothes, Livingston, Cumbernauld i Irvine.
A causa de la immigració produïda després de la Segona Guerra Mundial, Glasgow, Edimburg i Dundee tenen una significativa comunitat asiàtica. Després de l'ampliació de la Unió Europea, un creixent nombre de persones d'Europa oriental i central s'ha instal·lat a Escòcia: entre 40.000 i 50.000 polonesos vivien el 2005 al país. El 2001, hi havia uns 16.310 residents xinesos.

## Economia
Al començament del segle xxi Escòcia tenia una economia mixta oberta similar a la de la resta d'Europa i del món occidental. Tradicionalment, la indústria escocesa estava dominada per la indústria pesant, amb el suport de les drassanes, la mineria (especialment de carbó) i les indústries siderúrgiques. El petroli extret al mar del Nord també ha estat una important font d'ingressos i d'ocupació, especialment des dels anys 1970, al nord-est del país. La desindustrialització dels anys 1970 i 1980 va provocar un gir cap als sectors de serveis i les indústries tecnològiques, especialment a la zona dedicada a l'alta tecnologia –compresa entre les ciutats de Dundee, Inverclyde i Edimburg– coneguda com a Silicon Glen.

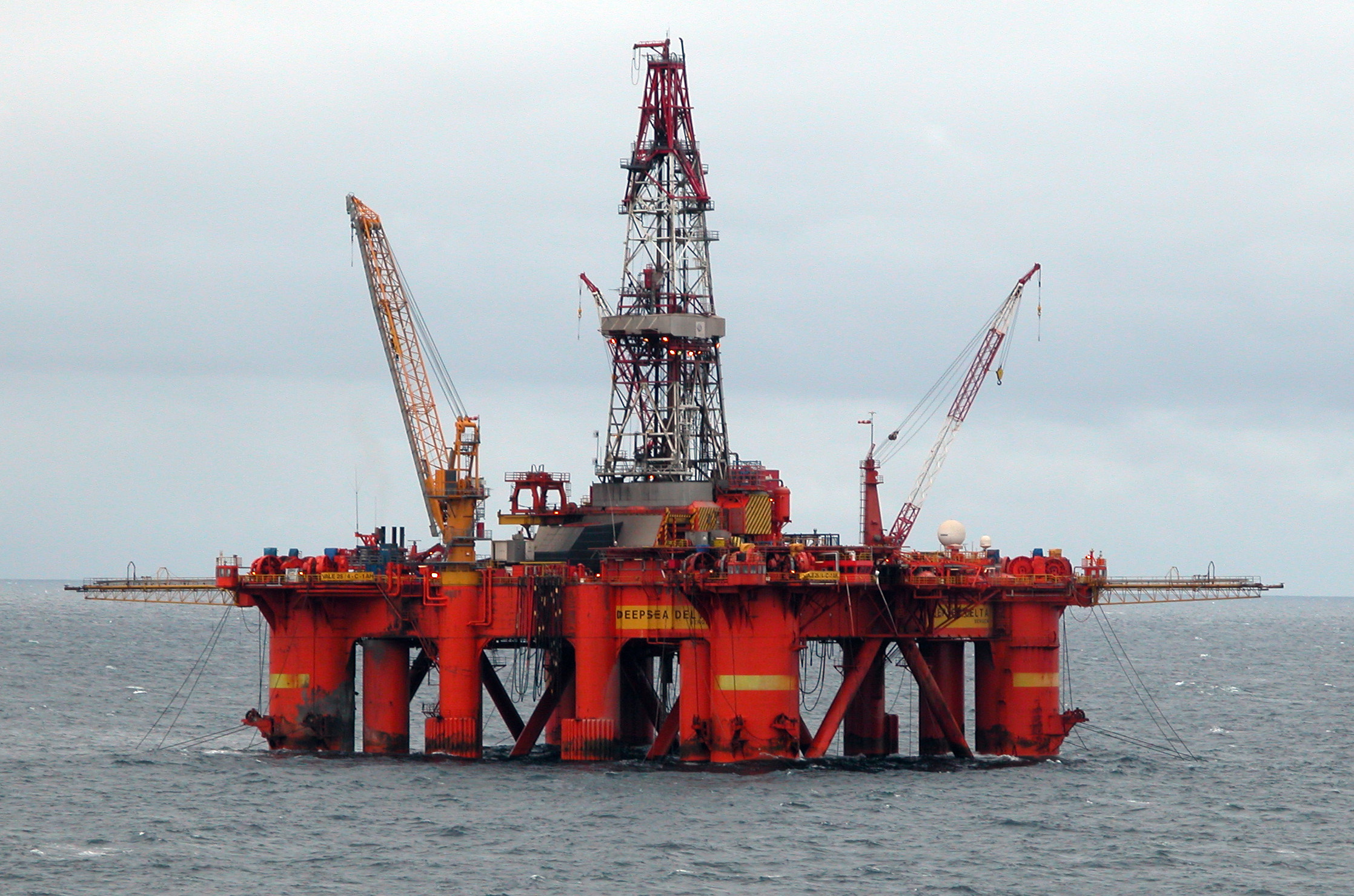
Plataforma petroliera al mar del Nord

Edimburg és el centre de les finances d'Escòcia, i el sisè centre financer més important d'Europa després de Londres, París, Frankfurt, Zúric i Amsterdam, i és el centre de firmes com Royal Bank of Scotland, HBOS (propietaris del Bank of Scotland) o Standard Life.
El 2005, les exportacions totals d'Escòcia (incloent-hi les exportacions a la resta del Regne Unit) van arribar aproximadament als 17.500 milions de lliures, un 70% de les quals prové de productes manufacturats. Les principals exportacions escoceses són el whisky, els productes electrònics i els serveis financers; els seus principals clients internacionals són: els Estats Units, els Països Baixos, Alemanya, França i estat espanyol. El 2006, el producte interior brut (PIB) d'Escòcia era superior als 86.000 milions de lliures, amb la qual cosa la renda per capita se situava en 16.900 lliures.
El turisme també és reconegut com un important factor de l'economia escocesa. Un estudi publicat el 2002 pel Centre d'Informació del Parlament escocès afirmava que el turisme era responsable del 5% del PIB i del 7,5% de l'ocupació a Escòcia. El novembre de 2007, la taxa d'atur era del 4,9%, inferior a la mitjana del Regne Unit i a la de la majoria d'estats de la Unió Europea.

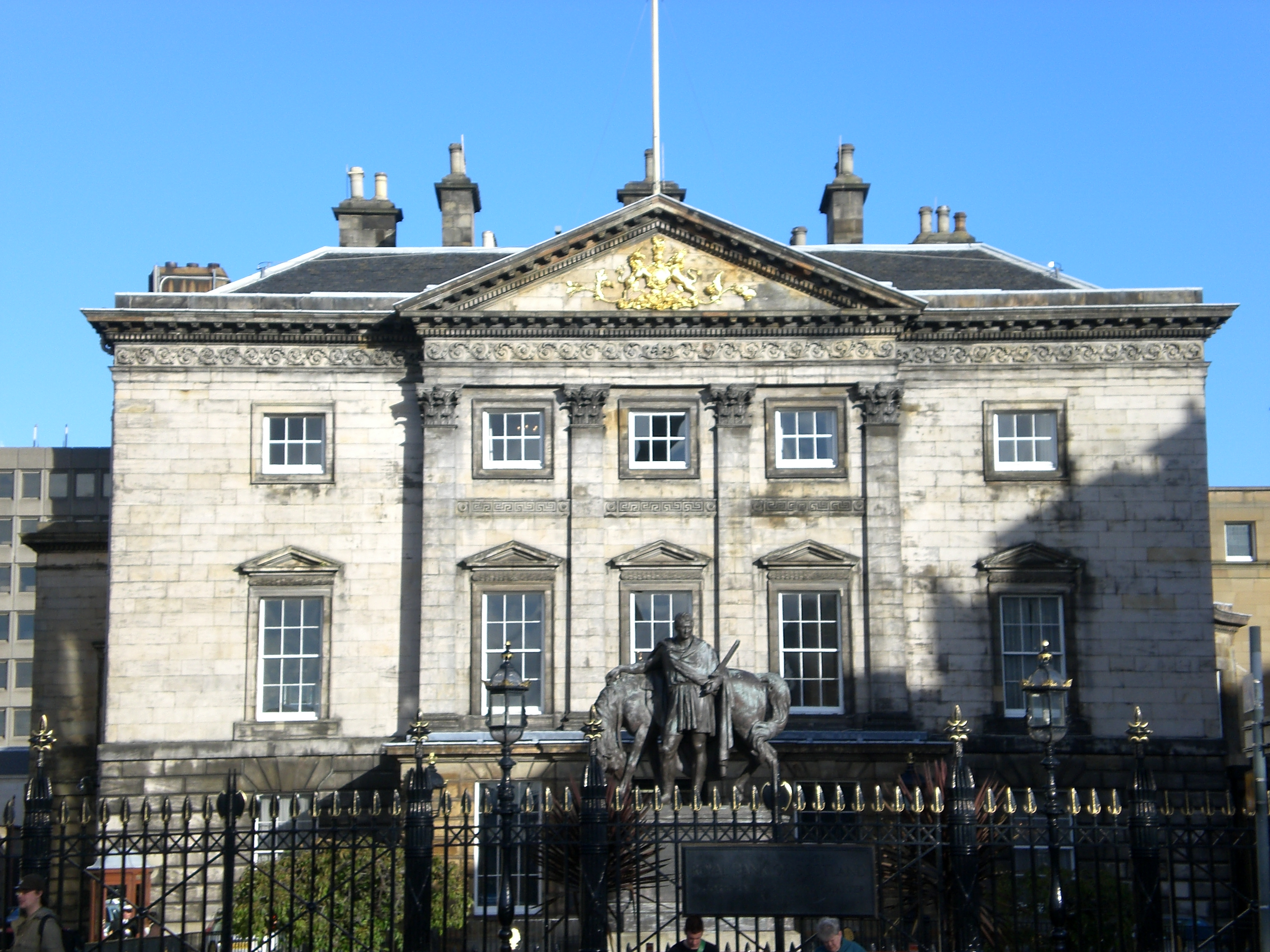
Seu central del Royal Bank of Scotland a Edimburg

### Moneda
Tot i que el Banc d'Anglaterra és el banc central del Regne Unit, tres bancs escocesos encara tenen potestat de produir els seus propis bitllets: el Bank of Scotland, el Royal Bank of Scotland i el Clydesdale Bank. El valor dels bitllets escocesos en circulació s'estima en uns 1.500 milions de lliures, i malgrat que oficialment no és una moneda de curs legal en cap lloc del Regne Unit, en la pràctica aquests bitllets són intercanviables amb els produïts pel Banc d'Anglaterra. Malgrat aquesta equivalència, els bitllets emesos a Escòcia són de vegades rebutjats a Anglaterra i Gal·les, i no sempre són acceptats per altres bancs i oficines de canvi de divises fora del Regne Unit. Això és especialment cert amb el bitllet d'1 lliura que encara emet el Royal Bank of Scotland, i que és l'únic bitllet d'1 lliura que roman en circulació en tot el Regne Unit.

## Transport

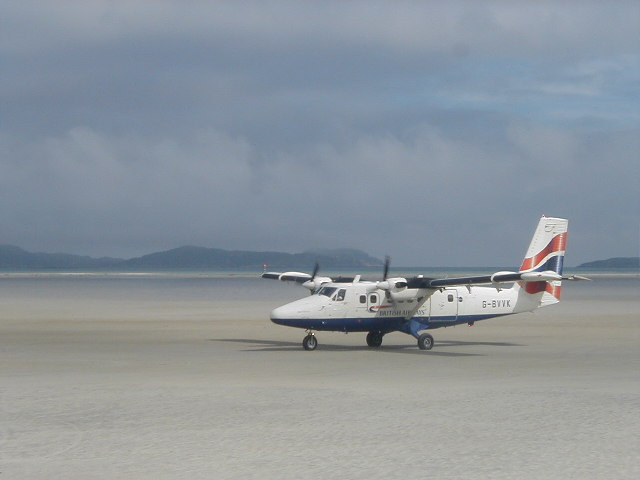
Un Twin Otter Loganair aterrant a l'aeroport de Barra, l'únic al món que utilitza una platja com a pista d'aterratge per a vols programats

Escòcia té cinc aeroports internacionals: Glasgow, Edimburg, Aberdeen, Glasgow Prestwick i Inverness, els quals connecten en total amb 150 destinacions internacionals en vols regulars i xàrter. BAA opera en tres d'aquests aeroports (Edimburg, Glasgow i Aberdeen), mentre que Highland and Islands Aeroports controla 11 aeroports regionals més petits (inclòs el d'Inverness), que connecten amb els punts més remots d'Escòcia. Finalment, la companyia Infratil té l'aeroport de Glasgow Prestwick.
Les principals autopistes i les carreteres més importants (conegudes com a trunk roads) estan regentades per Transport Scotland, mentre que la resta de la xarxa de carreteres és responsabilitat de les autoritats locals de cada àrea.
Atès que Escòcia conté gran quantitat d'illes, hi ha serveis regulars de ferrys que les uneixen amb el territori principal. Aquests serveis són principalment desenvolupats per Caledonian MacBrayne, però hi ha altres companyies, i algunes línies depenen directament dels comtats corresponents. També hi ha línies de ferry internacionals, que connecten Escòcia amb Irlanda del Nord, Bèlgica, Noruega, les illes Fèroe i Islàndia.

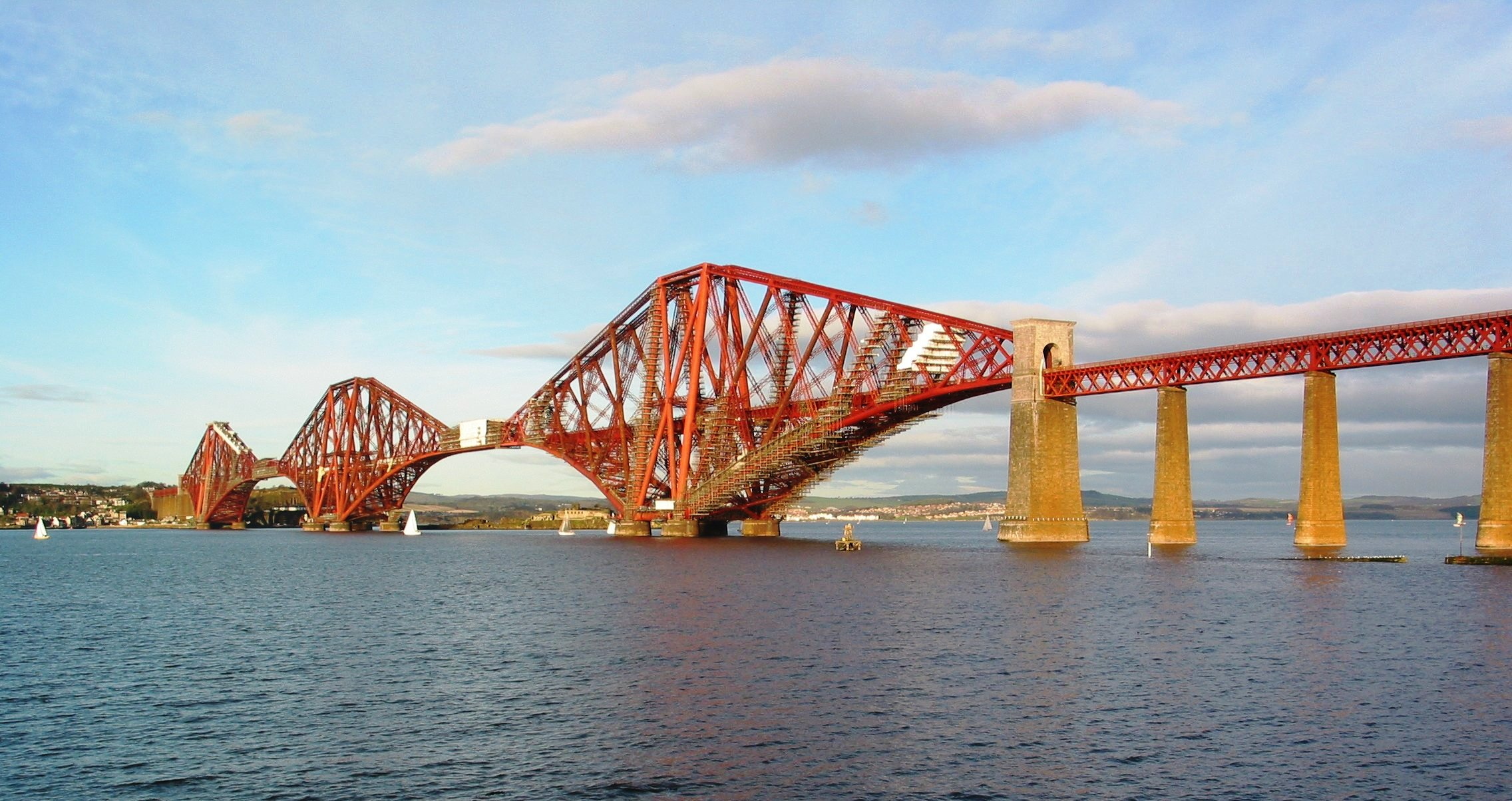
El Forth Bridge, que connecta Edimburg amb el nord-est d'Escòcia

La xarxa de trens d'Escòcia és dirigida per Transport Scotland. Les línies conegudes com a East Coast Main Line («línia principal de la costa est»), West Coast Main Line («línia principal de la costa oest») i la Cross Country Line («línia a través del país») connecten la majoria de les principals ciutats d'Escòcia entre si, i amb la xarxa de trens d'Anglaterra. Existeixen també serveis de tren domèstics, operats per First Scotrail. En la línia principal de la costa est s'inclou la secció que travessa el fiord de Forth pel Forth Bridge. Aquest pont en mènsula, completat el 1890, és considerat una obra pionera de l'enginyeria civil, i és un dels monuments més importants d'Escòcia.
Network Rail té i controla totes les infraestructures ferroviàries d'Escòcia, mentre que el govern d'Escòcia n'és responsable de la planificació i finançament.

## Forces armades

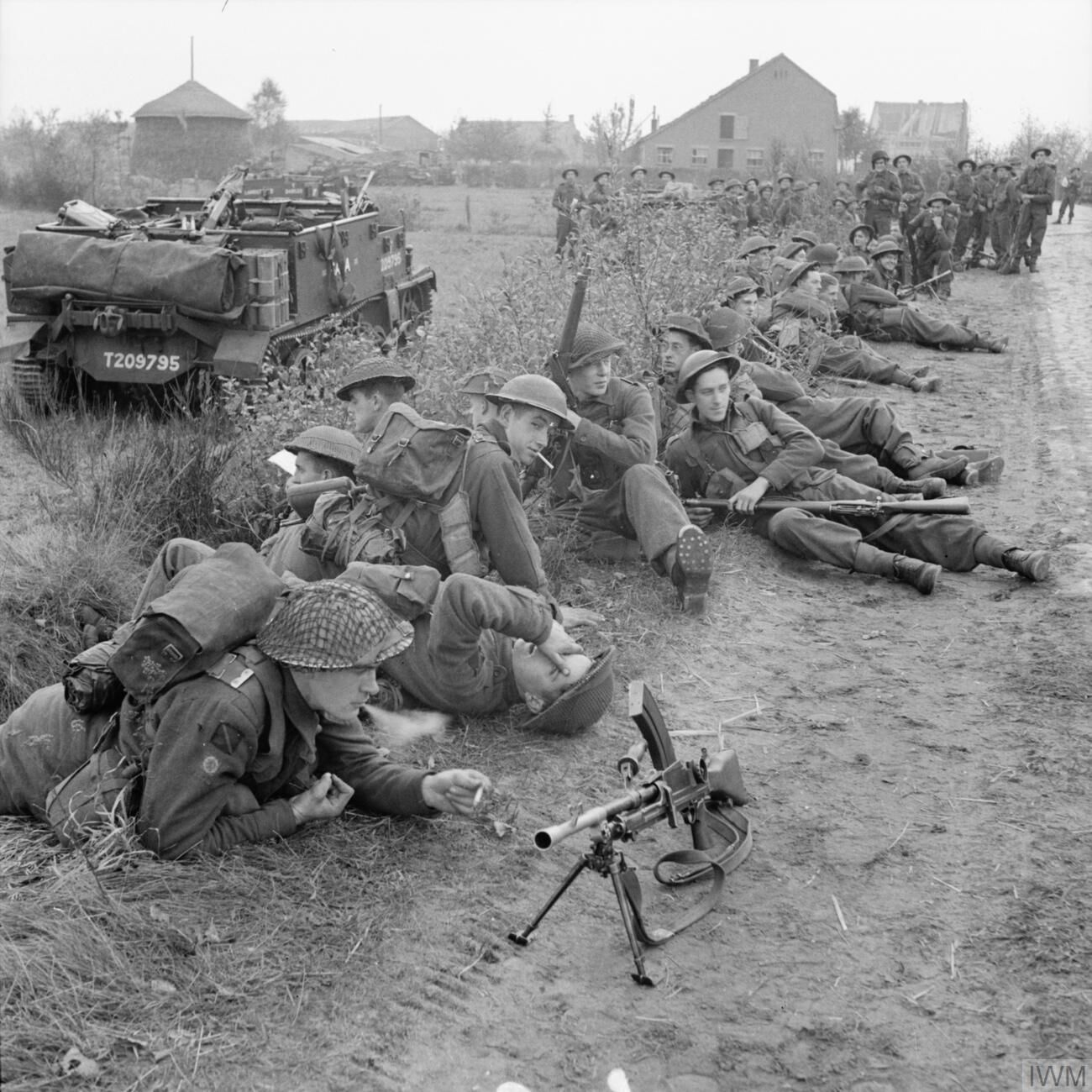
Vuitè batalló dels Royal Scots descansant abans d'un atac durant la Segona Guerra Mundial

Encara que Escòcia té una llarga tradició militar anterior a l'acta d'Unió amb Anglaterra, les seves forces armades formen ara part de les forces armades britàniques, amb la notable excepció dels Atholl Highlanders, l'únic exèrcit privat legal d'Europa. El 2006, els diferents regiments de divisió escocesa van ser fusionats per formar el regiment reial d'Escòcia.
A causa de la seva topografia i la seva localització aparentment remota, algunes parts d'Escòcia han estat triades per albergar importants instal·lacions de defensa, cosa que ha provocat sentiments contradictoris en la població. Entre 1960 i 1991, el Holy Loch («llac sagrat») va ser la base per a la flota nord-americana de submarins UGM-27 Polaris. Avui en dia la base naval HMNB Clyde es troba a 40 km a l'oest de Glasgow, i hi ha quatre submarins de la classe Vanguard armats amb míssils Trident, que formen part de l'arsenal nuclear del Regne Unit. HMS Caledònia, a Rosyth (Fife) és la base de suport per a operacions navals a Escòcia i també serveix com a oficina naval regional per a Escòcia i Irlanda del Nord. Una base de desenvolupament de reactors nuclears Rolls-Royce PWR de la marina reial britànica es troba a Dounreay, on també es va desenvolupar el programa de reactors nuclears reproductors ràpids. Per la seva banda, HMS Gannet és una base de recerca i rescat prop de l'aeroport de Glasgow-Prestwick a Ayrshire, on operen tres helicòpters Sea King Mk 5. Finalment, a la base RM Còndor, a Arbroath (Angus), hi ha el 45è comandament dels marines reials.
A Escòcia també hi ha tres bases d'avantguarda de la RAF: Lossiemouth, la base principal de la RAF per als caces Panavia Tornado; Kinloss, base dels avions Hawker Siddeley Nimrod de patrulla marítima, i Leuchars, la base de caces més septentrional del Regne Unit, en la qual s'assenten tres esquadrons de Panavia Tornados. Dos helicòpters Sea King HAR3A es troben estacionats a la base de Lossiemouth, per servir en missions de recerca i rescat. El Centre de Control del Trànsit Aeri d'Escòcia es troba a Prestwick (Ayrshire), on també té la seva base la Distress and Diversion Cell, especialment dissenyada per assistir avions civils o militars en situacions d'emergència.
L'únic centre a l'aire lliure de proves d'armes amb urani empobrit a les Illes Britàniques està situat a prop de Dundrennan. Com a conseqüència, més de 7.000 projectils radioactius descansen al llit del fiord de Solway. El gran nombre de bases militars que hi ha a Escòcia ha portat a la creació del terme fortalesa Escòcia. El 2005, les possessions del Ministeri de Defensa del Regne Unit en territori escocès (en propietat o arrendades) arribaven a les 115.300 hectàrees, cosa que representa el 31,5% del total de les possessions d'aquest ministeri.